# Medien in Berlin
Berlin ist eines der umsatzstärksten Medienzentren in Deutschland und Europa. Die Berliner Medienlandschaft umfasst eine breite Palette von Fernsehsendern, Rundfunksendern, Verlagen, Filmfirmen, Musiklabels, Printmedien, Werbeagenturen, Produzenten von Computerspielen, Pressediensten und Internetmedien.

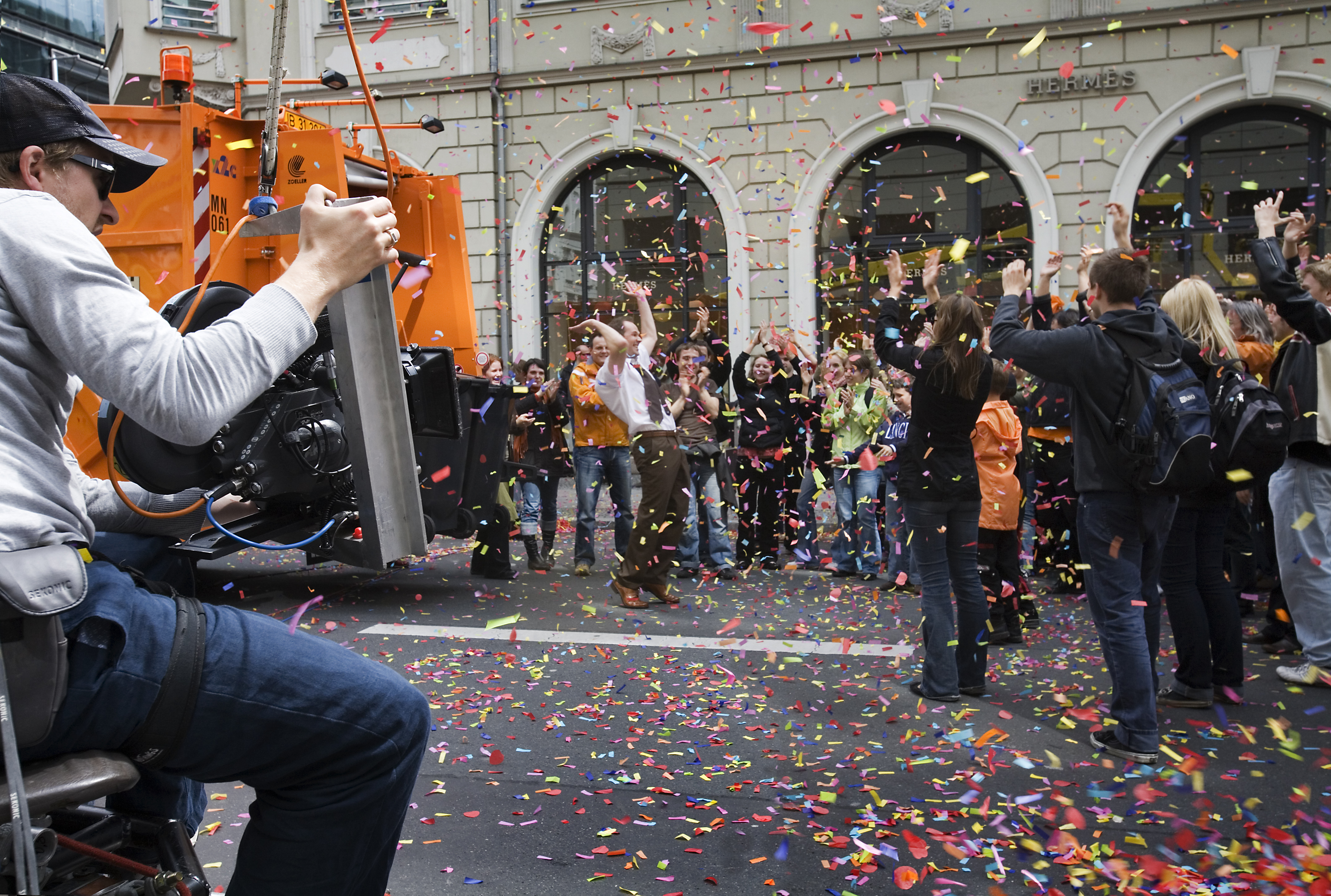
Filmproduktion in Berlin
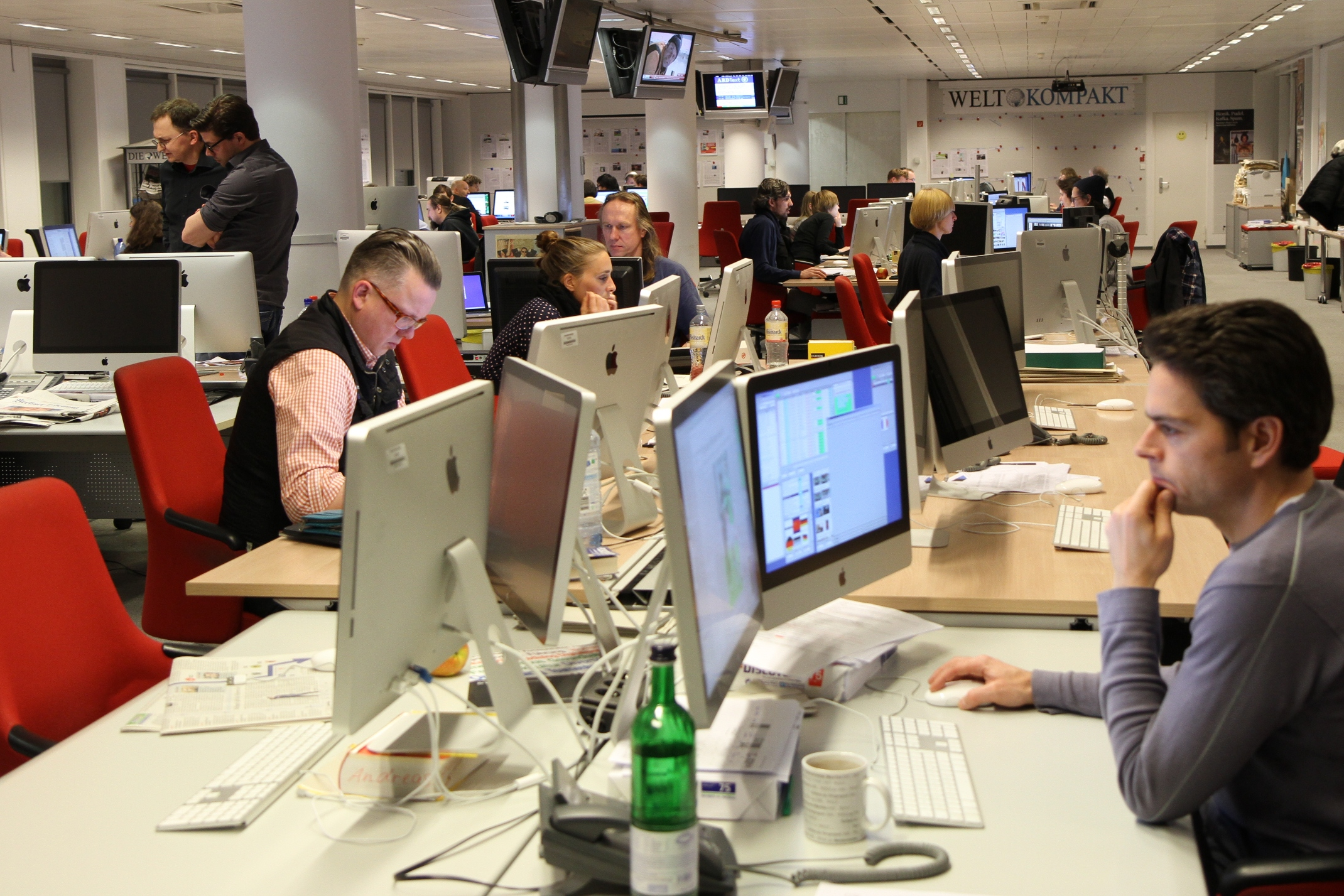
Redaktionsraum in Berlin
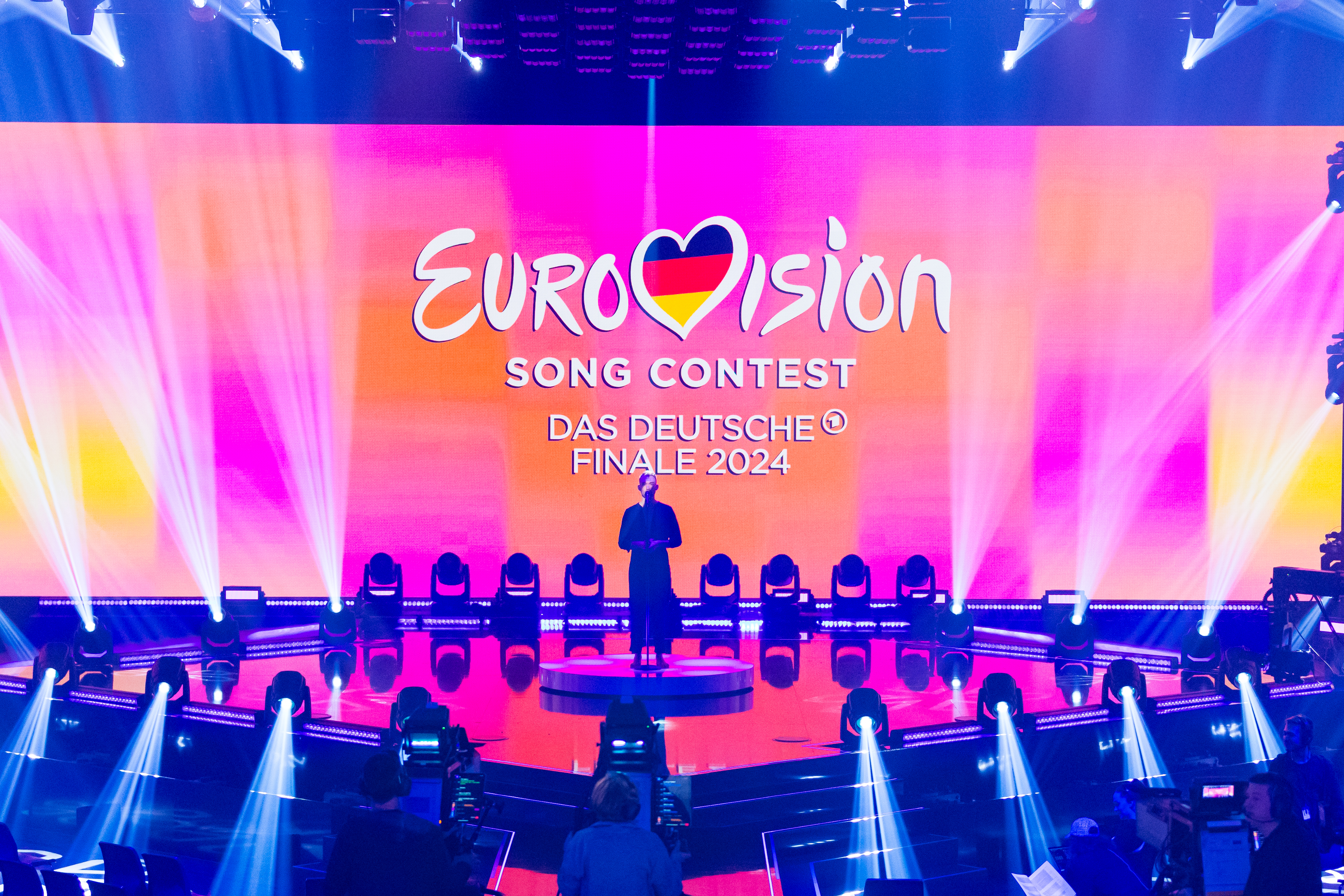
Fernsehproduktion in Berlin-Adlershof

## Geschichte

### 1600–1900

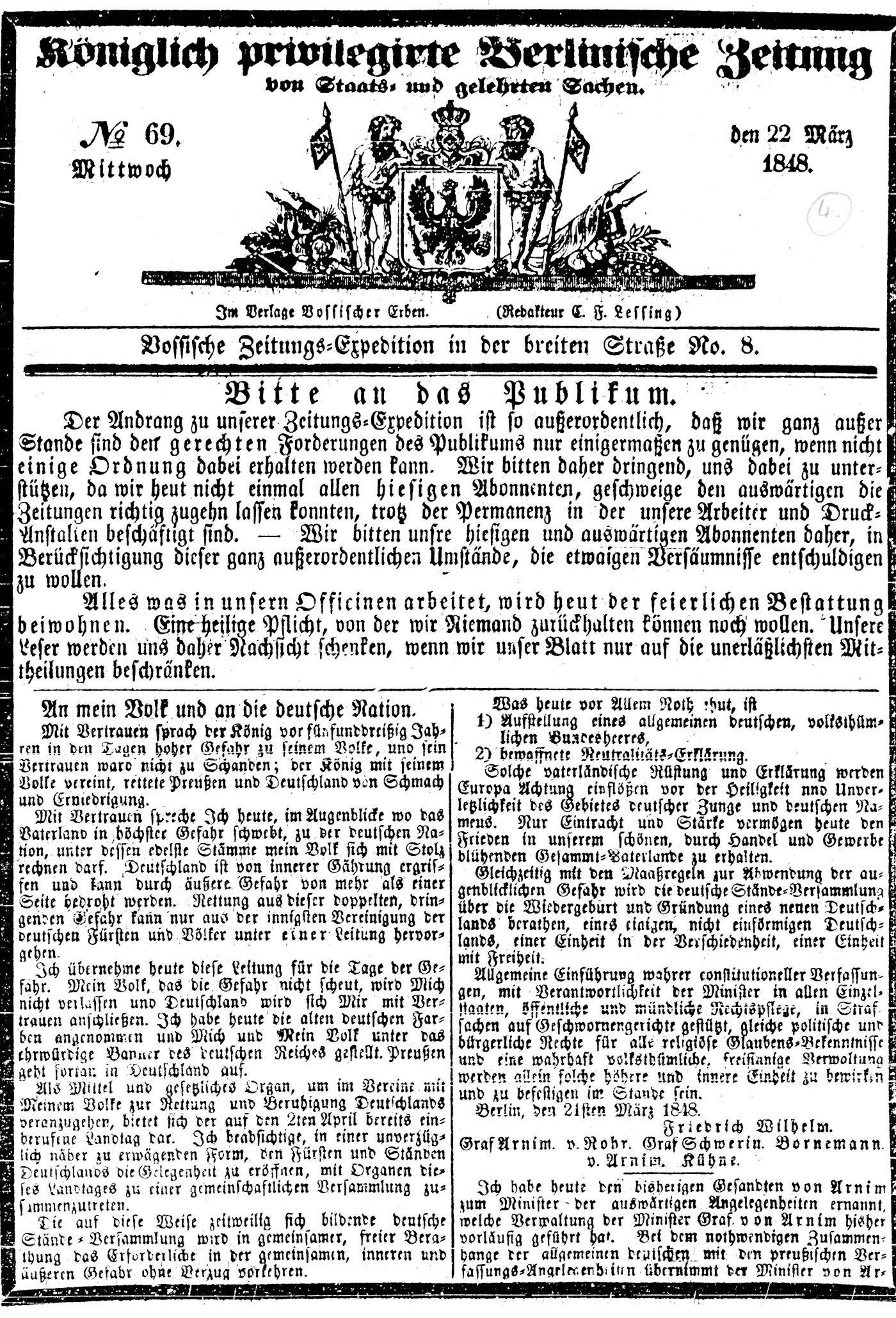
Königlich Privilegirte Berlinische Zeitung, 1848

Berlin kann auf 400 Jahre Pressegeschichte zurückblicken und zählt damit zu den Pionieren im Gewerbe. Vom ältesten für Berlin herausgegebenen gedruckten Nachrichtenblatt, der Frischmann-Zeitung, ist ein Exemplar aus dem Jahre 1617 erhalten geblieben.
Die seit 1785 in Umlauf gebrachte Königlich Privilegirte Berlinische Zeitung von Staats- und gelehrten Sachen wurde später zur Vossischen Zeitung und war bis zu ihrer Einstellung 1934 die am längsten durchgängig in Berlin publizierte Tageszeitung.
Rudolf Mosse gründete am 1. Januar 1867 in der Friedrichstraße 60 in Berlin die Rudolf Mosse Zeitungs-Annoncen-Expedition, für die er selbst in Anzeigen warb.
Leopold Ullstein gründete 1877 den Ullstein Verlag, nachdem er das Neue Berliner Tagblatt, die dazugehörige Druckerei Stahl und Aßmann und die Berliner Zeitung erworben hatte. Im Jahr 1894 kaufte Ullstein die 1892 gegründete Berliner Illustrirte Zeitung, die er zur bedeutendsten deutschen Wochenzeitung fortentwickelte. 1898 gründete er die Berliner Morgenpost.
August Scherl gründete am 1. Oktober 1883 einen Presse- und Buchverlag, der seit 1900 den Namen August Scherl Verlag trug. Seit dem 3. November 1883 gab er als ersten deutschen „General-Anzeiger“ den Berliner Lokal-Anzeiger heraus, seit 1899 erschien in seinem Verlag das illustrierte Wochenblatt Die Woche.
Die Brüder Skladanowsky zeigten im Wintergartenpalais zu Berlin 1895 erstmals in Deutschland kurze Filme auf einem Überblendprojektor.
Die Deutsche Grammophon Gesellschaft wurde 1898 gegründet und 1917 nach Berlin verlegt. Sie ist gegenwärtig (Stand: 2020) das älteste Schallplattenlabel bzw. Tonträgerunternehmen der Welt.

### 1900–1990

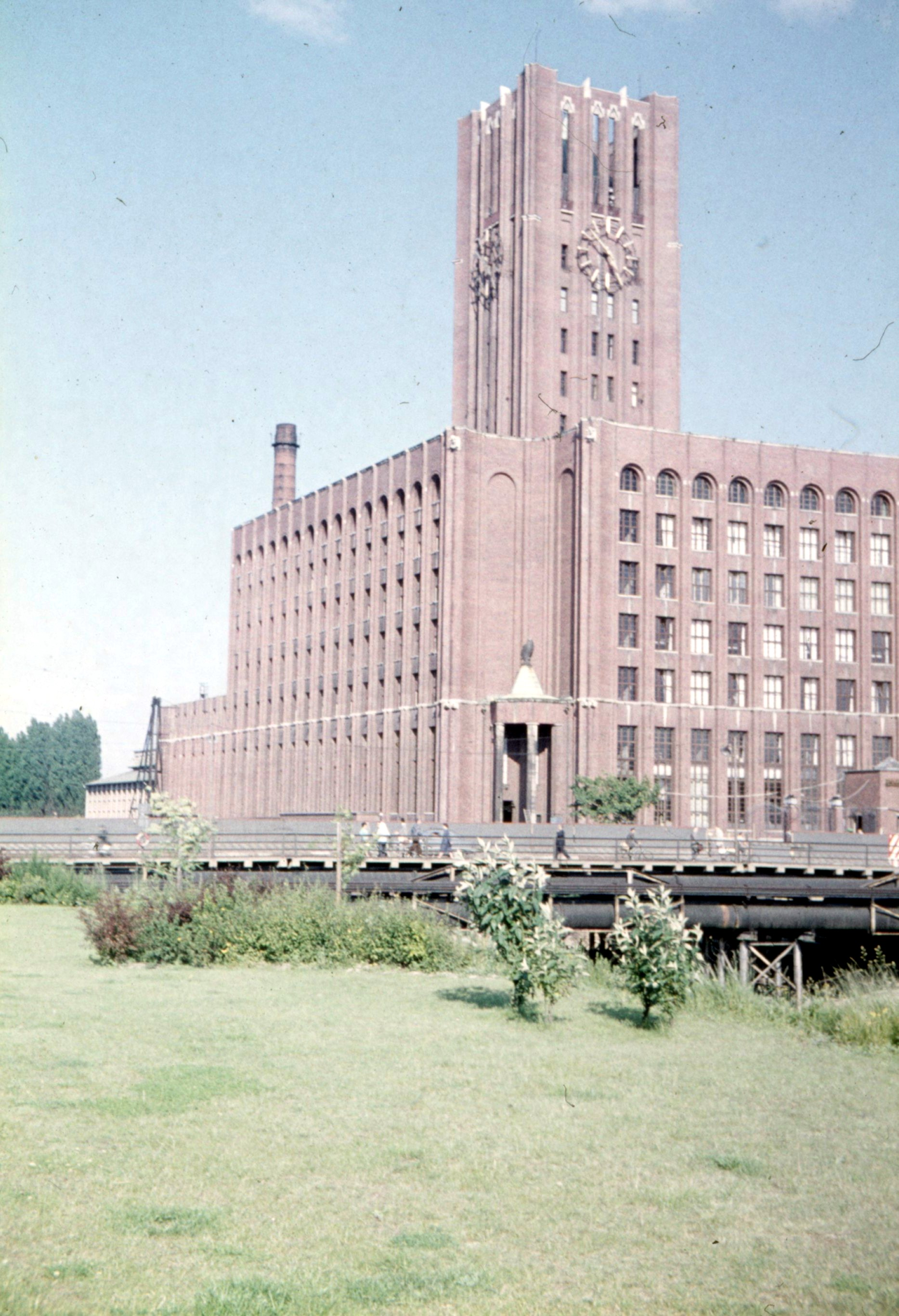
Ullsteinhaus, 1961

Die Telefunken Gesellschaft für drahtlose Telegraphie m.b.H. wurde 1903 in Berlin gegründet. Als Unternehmen der Funk- bzw. Nachrichtentechnik baute die Firma Sende- und Empfangsgeräte für den Rundfunk sowie die drahtlose und kabelgebundene Übertragungstechnik.
Im Jahr 1905 erschienen in Berlin 59 Zeitungen und Zeitschriften. Die bekanntesten erschienen sogar zweimal am Tag als Morgen- und Abendausgabe. Es gab aber auch die B.Z. am Mittag oder die Nachtausgabe der National-Zeitung zu Zeiten der Reichstagsdebatten. Auflagenhöhe einzelner Blätter 1905: Berliner Lokal-Anzeiger (mehr als 200.000 Exemplare), Berliner Morgenpost (mehr als 300.000 Exemplare) und Berliner Tageblatt (mehr als 90.000 Exemplare).
Die Universum Film AG (UFA) wurde 1917 in Berlin als Zusammenschluss privater Filmfirmen gegründet. In der Folgezeit wurden Filmstudios in Babelsberg und Berlin-Tempelhof aufgebaut.
1923 begann im Vox-Haus nahe des Potsdamer Platz die Geschichte des Rundfunks in Deutschland.
Am 22. März 1935 wurde in Deutschland das erste regelmäßige Fernsehprogramm der Welt live über den Fernsehsender Paul Nipkow in Berlin ausgestrahlt. Der Betrieb war anfangs auf etwa zwei abendliche Stunden an drei Wochentagen beschränkt.
Konrad Zuse entwickelte mit dem Z3 im Jahr 1941 den ersten funktionstüchtigen, vollautomatischen und frei programmierbaren Computer der Welt.
Von 1956 bis 1990 hatte der Rundfunk der DDR seinen Sitz im Funkhaus Nalepastraße (Ortsteil Oberschöneweide).

### Seit 1990

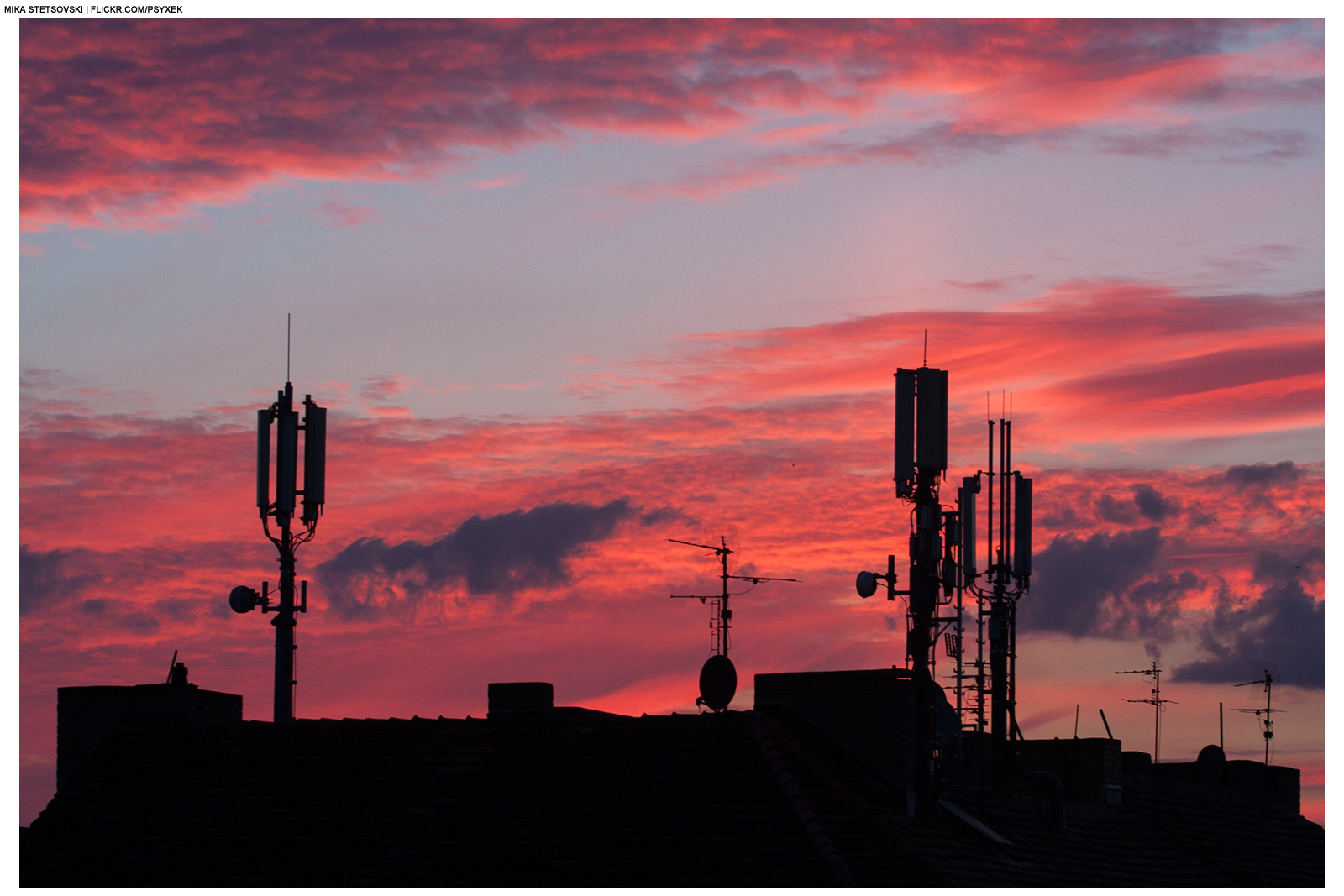
4G-Antennen auf einem Hausdach in Berlin, 2013

Nach 1990 nahm die Anzahl an Medienfirmen in Berlin beträchtlich zu. Der Medienstandort entwickelte sich durch zahlreiche Neugründungen und Umzüge zu einem der wichtigsten in der Europäischen Union. Durch die Verbreitung Internet-basierter Technologien, neuer Endgeräte und neuer Übertragungstechniken wurden seit den späten 1990er Jahren weite Teile der Medienwirtschaft digitalisiert. Geräte, die mediale Inhalte zur Verfügung stellen konnten, wie PCs, Notebooks, Tablets und Smartphones fanden in weiten Teilen der Bevölkerung neue Nutzer.
Die Durchdringung von neuen Medientechniken und Diensten am Markt wurde seit dem Jahr 2000 in erster Linie von US-amerikanischen IT-Unternehmen, wie Microsoft, Alphabet Inc., Meta Platforms, Apple und später Netflix und Amazon dominiert. Die Bedeutung, Werbewirksamkeit, Auffindbarkeit, Präsenz und Reichweite vieler in Berlin ansässigen Medienfirmen nahm in der Folge erheblich ab. Die Einnahmebasis vieler Firmen sank. Die Abhängigkeit gegenüber nichteuropäischen Firmen stieg.
Mit der Ausdifferenzierung der Medienlandschaft im Internet verloren nach 2010 auch viele etablierte deutschsprachige Medienfirmen an Informations- und Deutungshoheit. Die kulturelle Prägekraft sowie die gemeinschafts- und identitätsstiftende Wirkung der ansässigen Medienfirmen nahm auf lokaler, nationaler und internationaler Ebene bis zum Jahr 2020 ab.

## Zeitungen

### Tages- und Wochenzeitungen
Berlin ist die Stadt Deutschlands, in der die größte Zahl an Tageszeitungen erscheint. Die größten Abonnementzeitungen sind der Tagesspiegel (Dieter von Holtzbrinck Medien) und die Berliner Zeitung (Berliner Verlag). Es folgt die Berliner Morgenpost (Funke Mediengruppe).
Überregionale Tageszeitungen aus Berlin sind Die Welt (Axel Springer Verlag) sowie die von großen Verlagen unabhängig erscheinenden Blätter Die Tageszeitung, Neues Deutschland und Junge Welt. Daneben erscheinen noch die nur über Einzelverkauf vertriebenen Boulevardzeitungen B.Z. und Bild Berlin (beide Axel Springer Verlag) und der Berliner Kurier (Berliner Verlag).
Die zehn täglich meistverkauften Tageszeitungen in Berlin zwischen 2014 und 2016: B.Z. 100.379 Exemplare, Berliner Zeitung 85.083, Tagesspiegel 81.363, Berliner Morgenpost 73.533, Berliner Kurier 57.703, Bild 35.615, Die Welt und Die Welt Kompakt 18.807, Süddeutsche Zeitung 16.547, Frankfurter Allgemeine Zeitung 14.701, Handelsblatt 8.750.
Darüber hinaus werden auch die Wochenzeitungen Focus, der Freitag, Junge Freiheit und Jungle World sowie die zweiwöchentlich erscheinenden Zeitschriften Das Blättchen und Ossietzky in Berlin verlegt.
Alle in Berlin verlegten Zeitungen betreiben täglich aktualisierte Internetpräsenzen. Spiegel Online und Zeit Online sind in Berlin mit großen Redaktionsbüros vertreten.

### Anzeigen- und Spartenzeitungen
Neben diesen Zeitungen erscheinen in Berlin noch eine Reihe Anzeigenblätter, u. a. das Berliner Abendblatt (Berliner Verlag), die Berliner Lokalnachrichten, die Berliner Woche (Funke Mediengruppe), die Gazette-Berlin, die Prenzlberger Ansichten und weitere.
Eine Übersicht über fast alle Veranstaltungen in der LGBT-Szene gibt das monatlich erscheinende Magazin Siegessäule, das bereits seit 1984 in Berlin veröffentlicht wird. Weiterhin erscheint seit 1997 die blu ebenfalls monatlich.
Berlin hat zwei regelmäßig erscheinende, meist von obdachlosen oder armen Menschen verkaufte Straßenzeitungen. Eine davon, die Motz, erscheint vierzehntäglich.
Die Jüdische Allgemeine wird ebenfalls in Berlin herausgegeben.

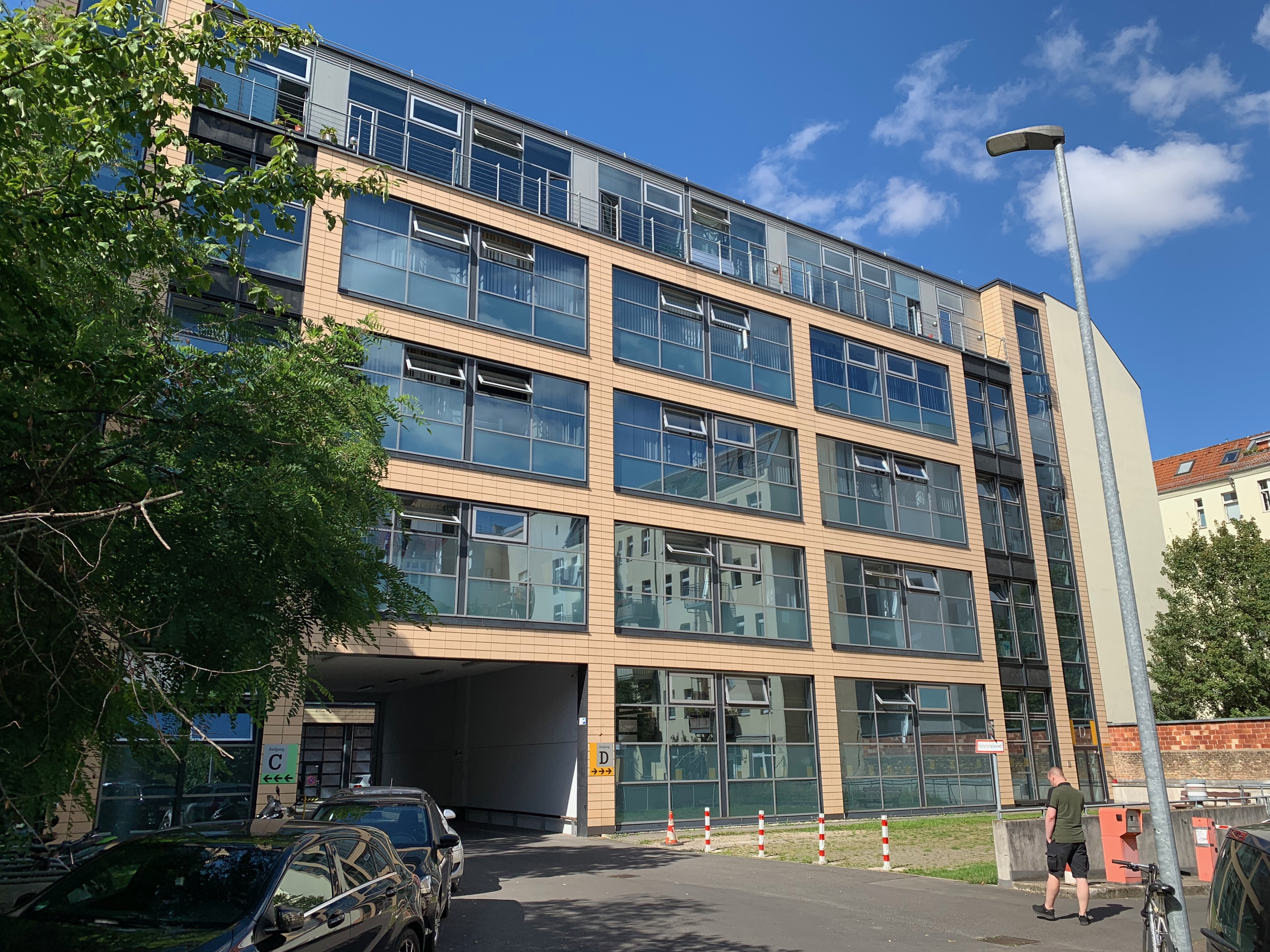
Sitz der 11 Freunde Redaktion

### Magazine
In Berlin erscheint das Stadtmagazin Tip. Der The Berliner, ein englischsprachiges Stadtmagazin und Il Mitte, ein italienischsprachiges Online-Stadtmagazin werden auch in Berlin produziert. Weiterhin gibt es das kostenlose Magazin [030] Magazin Berlin.
Zweimonatlich erscheint das kostenlose HIMBEER Stadtmagazin mit einem umfangreichen Veranstaltungskalender für Kinder und Familien. Ebenfalls zweimonatlich sowie online erscheint das Wirtschaftsmagazin BERLINboxx. Außerdem erscheinen online noch Berlin-Magazine, wie beispielsweise berlinonline.de, meinberlin.de oder top10berlin.de.
Bekannte Printmagazine, die in Berlin produziert werden, sind u. a. Dummy, Stiftung Warentest Finanzen, Capital, Lettre International, Business Punk, 11 Freunde, Cicero und das Kulturmagazin 032c.

## Verlage
Berlin ist nach der Jahrtausendwende zur Stadt mit den meisten Verlagen im deutschsprachigen Raum aufgestiegen. Im Jahr 2016 befanden sich 151 Verlage in der Stadt.
- Im Berliner Ortsteil Wilmersdorf hat die Cornelsen Verlagsgruppe ihren Stammsitz. Zu ihr zählen unter anderem die Cornelsen Schulverlage, die mit den Marken Cornelsen und Duden Schulbuch bundesweit erfolgreich auf dem Bildungsmarkt agieren.
- Die Springer Nature ist eine wissenschaftliche Verlagsgruppe mit Sitz in Berlin. Sie zählt zu den umsatzstärksten Buchverlagen der Welt.[11]
- Der Aufbau-Verlag ist ein Publikumsverlag der 1945 in Berlin im Auftrag des Kulturbundes zur demokratischen Erneuerung Deutschlands e. V. gegründet wurde.
- Der Verlag Walter de Gruyter ist ein 1918 in Berlin gegründeter Wissenschaftsverlag.
- Die Suhrkamp Verlag AG ist ein 1950 gegründeter Verlag, der seit 2010 seinen Sitz in Berlin hat.
- Die Berliner Repräsentanz der Bertelsmann AG befindet sich im Kommandantenhaus Unter den Linden.

## Fernsehen

### Öffentlich-rechtliche Medien

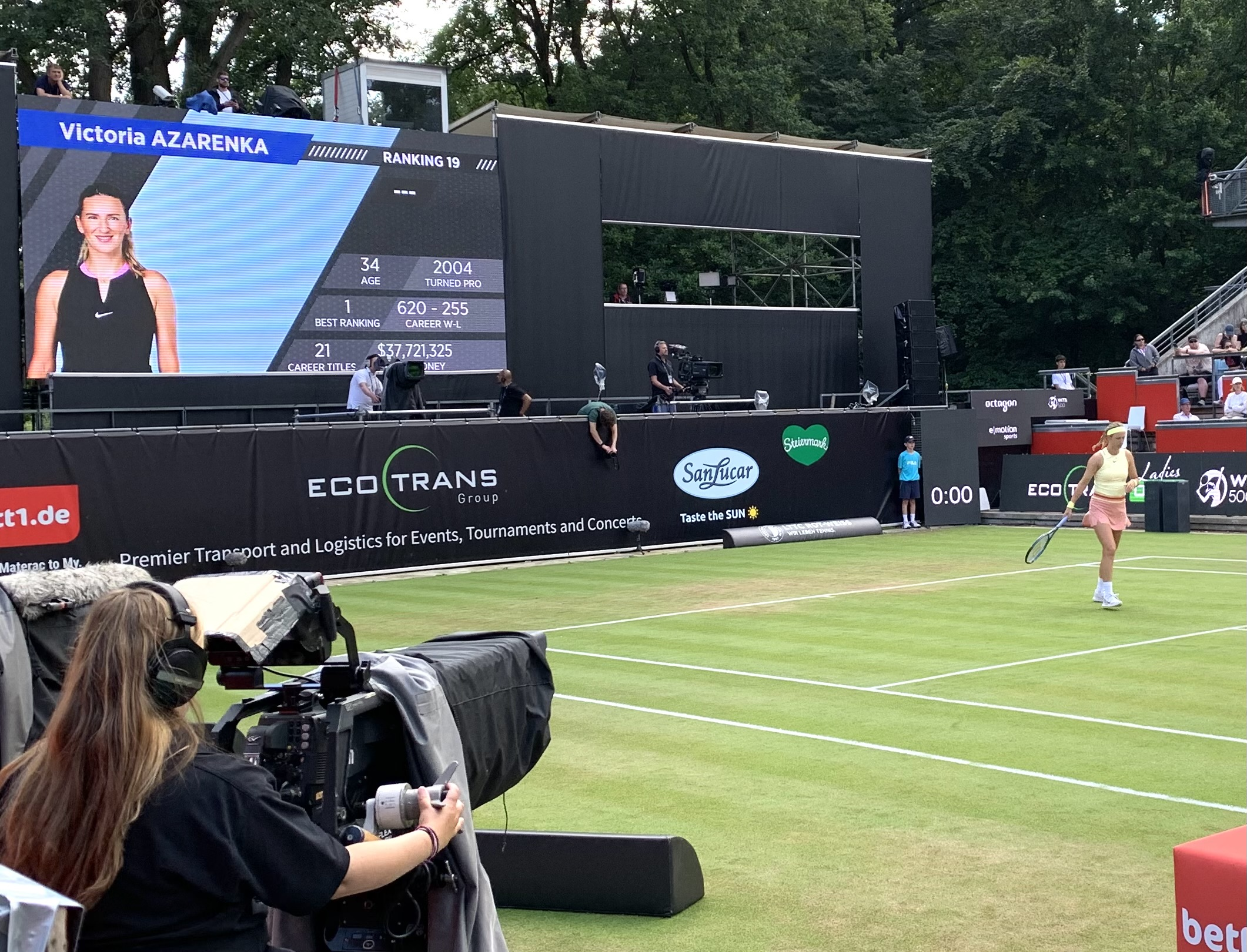
Live-Übertragung

Der Rundfunk Berlin-Brandenburg (rbb) ist seit 2003 die öffentlich-rechtliche Rundfunkanstalt für die Bundesländer Berlin und Brandenburg. Die meisten öffentlich-rechtlichen Rundfunkprogramme des rbb senden für die gesamte Region Berlin-Brandenburg. Der rbb betreibt zwei Studios, eines in Berlin-Westend (das Haus des Rundfunks) und eines in Potsdam-Babelsberg. Das Fernsehprogramm des rbb hatte im Jahr 2016 einen Marktanteil von 5,5 % im regionalen Sendegebiet. Verglichen mit allen Dritten Programmen der ARD erreicht der Sender damit seit seiner Gründung die niedrigste Einschaltquote.
Im Haus des Rundfunks werden speziell für Berlin das Hörfunkprogramm rbb 88.8 und die Fernsehsendung Berliner Abendschau produziert – in Analogie zu Antenne Brandenburg mit Brandenburg aktuell, das der rbb in Potsdam nur für Brandenburg produziert. Alle übrigen Programme und Sendungen des rbb richten sich an die gesamte Region Berlin-Brandenburg: die in Berlin produzierten Hörfunkprogramme Inforadio und Kulturradio und die aus Potsdam senden Programme Fritz und Radio Eins sowie das rbb-Fernsehprogramm.

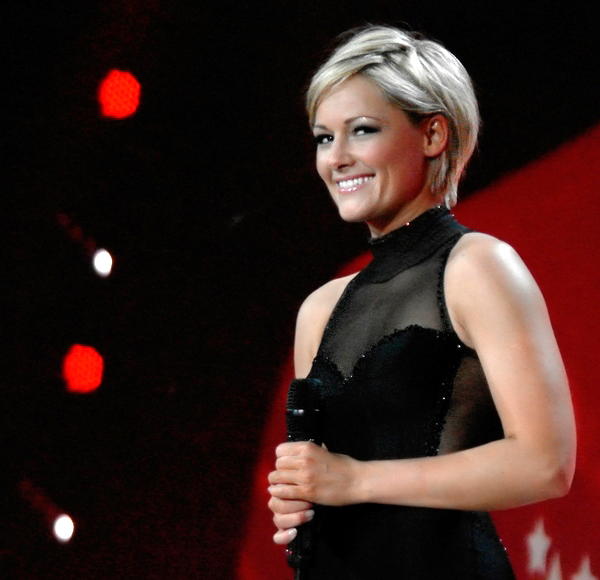
Aufzeichnung der Helene Fischer Show für das ZDF
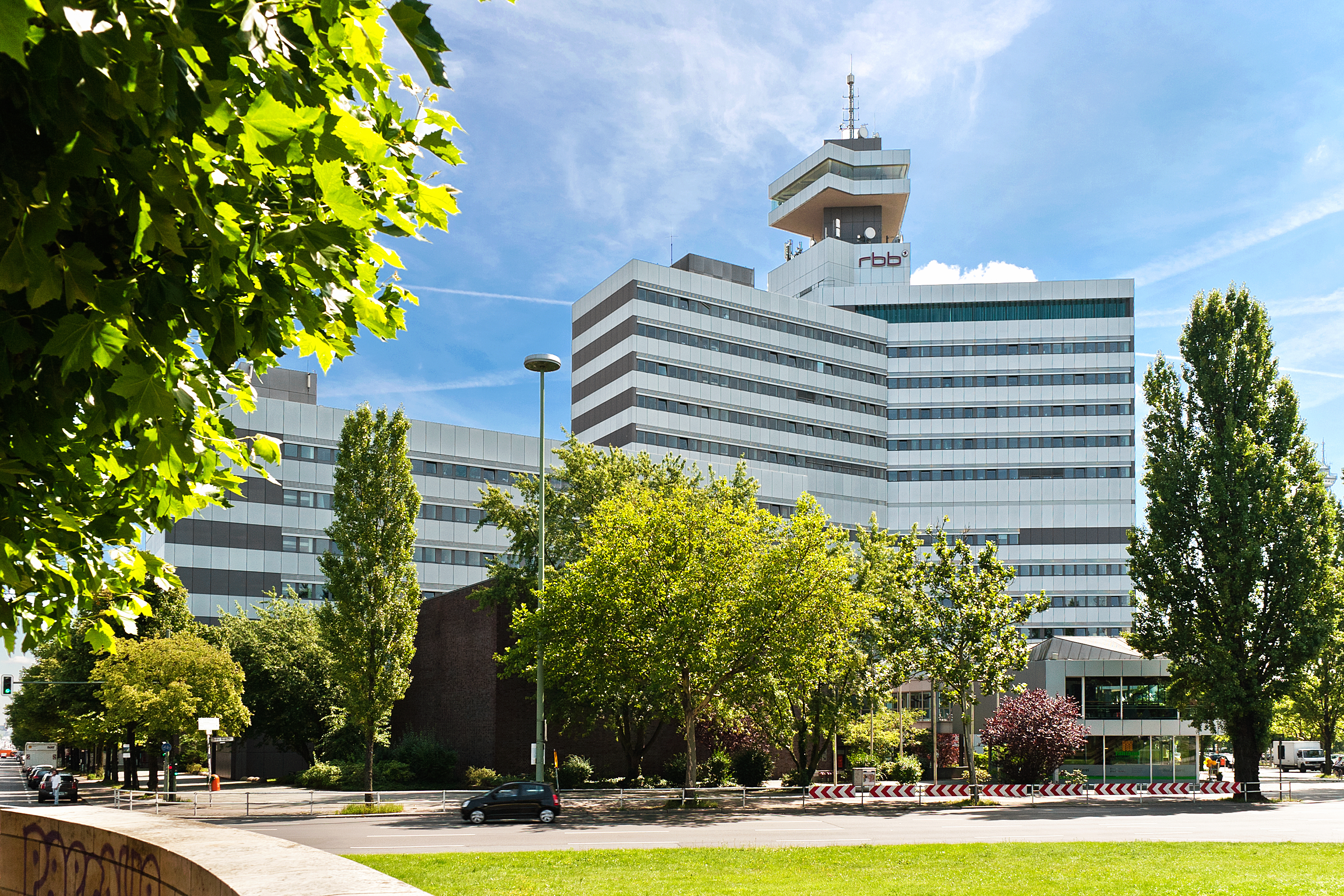
Das rbb-Sendezentrum in Berlin-Westend
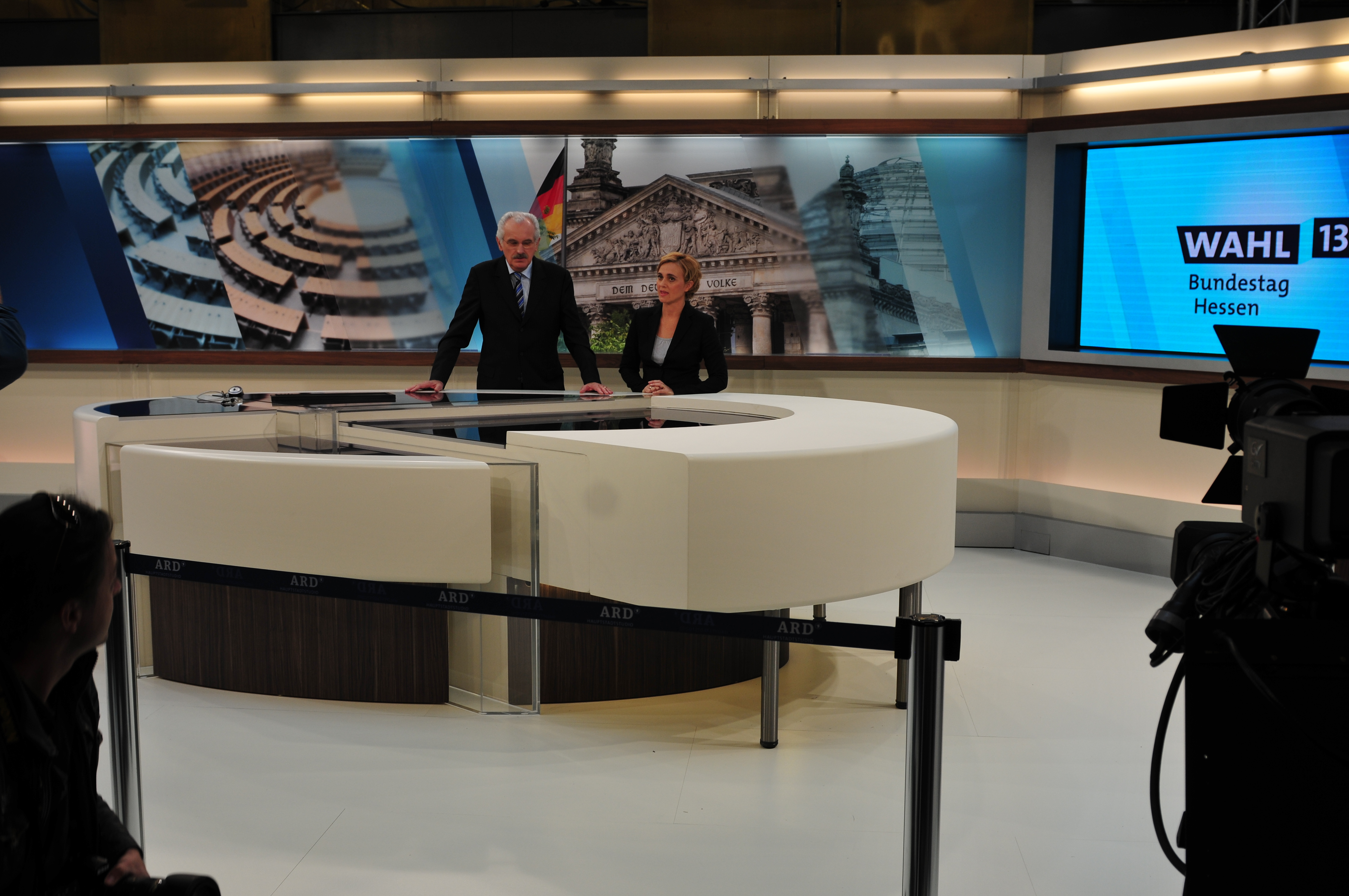
Das ARD-Hauptstadtstudio während einer Fernsehsendung

Der rbb betreibt eine eigene Sendeanlage, den Sender Scholzplatz, von dem die Hörfunkprogramme Inforadio, Kulturradio und rbb 88.8 ausgestrahlt werden, außerdem Radio Cosmo, das der rbb vom WDR übernimmt, sowie zwei private Sender. Die Programme Fritz, Radio Eins und Antenne Brandenburg werden hingegen vom Berliner Fernsehturm aus verbreitet. Im digitalen Radiostandard DAB+ betreibt der rbb einen Mux mit allen seinen eigenen Programme sowie Cosmo, Bayern 2, BR-Klassik, SWR3, MDR Jump und WDR 2 über die Sender Scholzplatz und den Berliner Fernsehturm. Die digitalen Fernsehsignale (DVB-T) des rbb werden in Gleichwelle über die Sender Scholzplatz, Berliner Fernsehturm und den Fernmeldeturm Berlin-Schäferberg verbreitet. In den DVB-T-Muxen des rbb werden die Programme Das Erste, rbb Fernsehen, Phoenix, tagesschau24, Arte, NDR Fernsehen, MDR Fernsehen und hr-fernsehen verbreitet.
In Berlin befindet sich ferner das ARD-Hauptstadtstudio, das als ARD-Gemeinschaftseinrichtung außerhalb der rbb-Organisation steht. Zweiter Sitz des Deutschlandradios ist das RIAS-Funkhaus am Hans-Rosenthal-Platz in Berlin-Schöneberg, wo das Programm von Deutschlandfunk Kultur produziert wird. Das Berliner Studio des ZDF befindet sich Unter den Linden im Zollernhof. Das ZDF verbreitet in Berlin – wie auch sonst bundesweit – die Programme ZDF, ZDFinfo, ZDFneo/KiKA und 3sat. Die Deutsche Welle bezog die Studios an der Voltastraße in Berlin-Gesundbrunnen.

### Private Medien
| - Welt – Nachrichtensender - TV Berlin – privates Metropolenfernsehen - ALEX Berlin – Multimediaplattform - Spreekanal | - Juwelo TV – TV-Handel - Astro TV - MTV Germany - Nick Deutschland - Comedy Central Deutschland |

## Radio

### Private Hörfunksender

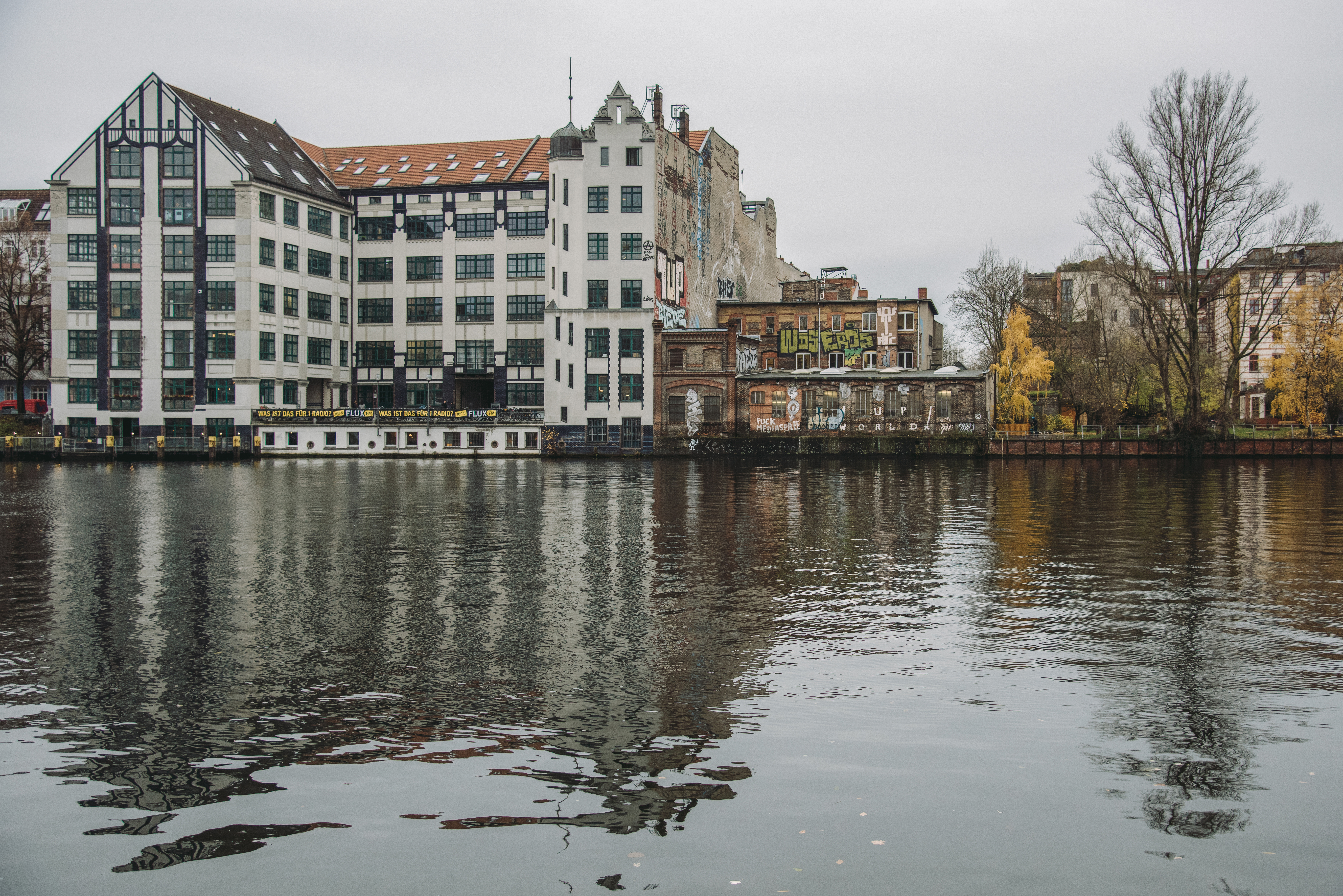
Flux FM-Haus an der Spree

Der Berliner Radiomarkt gilt aufgrund der hohen Anzahl an Stationen als der wettbewerbsintensivste in Deutschland. 104.6 RTL, das Teil des RTL Audio Center Berlin GmbH ist und aus dem Ku’damm-Karree-Hochhaus sendet, zählt zu den Marktführern. Neben 104.6 RTL gehören auch 105'5 Spreeradio und Jam FM dem Unternehmen an.

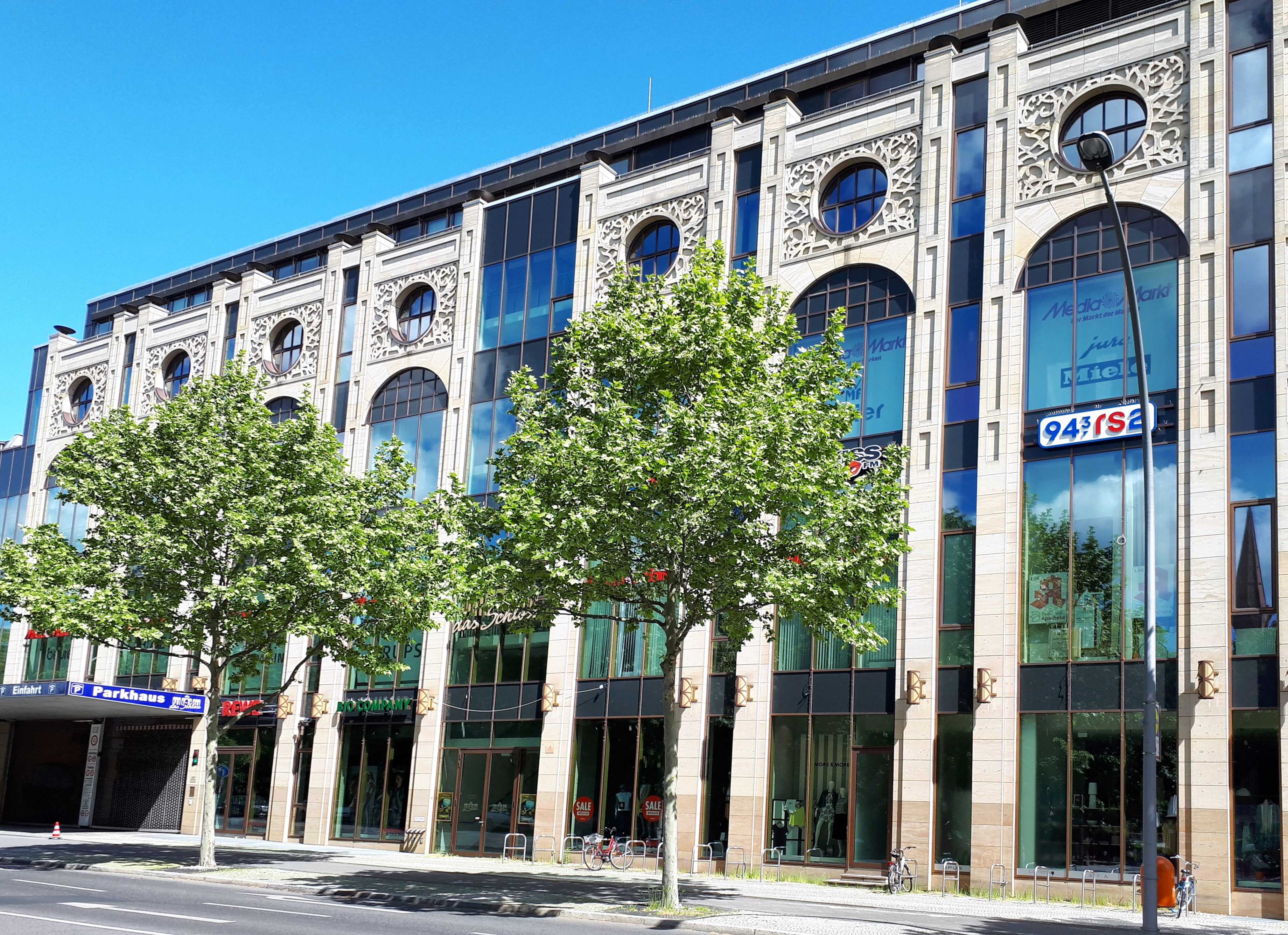
„Das Schloss“, Sitz von privaten Radiosendern

Ein weiterer Sender auf dem Berliner Radiomarkt ist 94,3 rs2, der zusammen mit dem Berliner Rundfunk 91.4 und 98.8 Kiss FM aus dem Medienzentrum Berlin im Einkaufszentrum Das Schloss sendet.
Energy Berlin richtet sich an jüngere Hörer. Kiss FM und Jam FM sprechen eine ähnliche Zielgruppe an.
Sowohl inhaltlich als auch musikalisch sticht der Sender Flux FM mit kulturellen Themen und Indie- sowie elektronischer Musik hervor. Auch Schlager Radio hebt sich mit einer Musikmischung aus deutschem Schlager von der restlichen privaten Konkurrenz ab. Weitere Spartensender sind der Rocksender Star FM, das türkischsprachige Radyo Metropol FM und das russischsprachige Radio Russkij Berlin. Aus Berlin sendet zudem der auf den Brandenburger Radiomarkt ausgerichtete Sender Power Radio.
Ebenfalls in Berlin über UKW empfangbar sind die Babelsberger Sender BB Radio und Radio Teddy sowie Klassik Radio. Zu den internationalen Hörfunksendern, die in Berlin zu empfangen sind gehören BBC World Service, und Radio France Internationale.

### Hörerzahlen in Berlin
Die folgende Tabelle listet die in Berlin über UKW und DAB+ empfangbaren Radiosender mit den jeweiligen Hörerzahlen in einigen ausgewählten Zielgruppen auf (Stand: 2012).

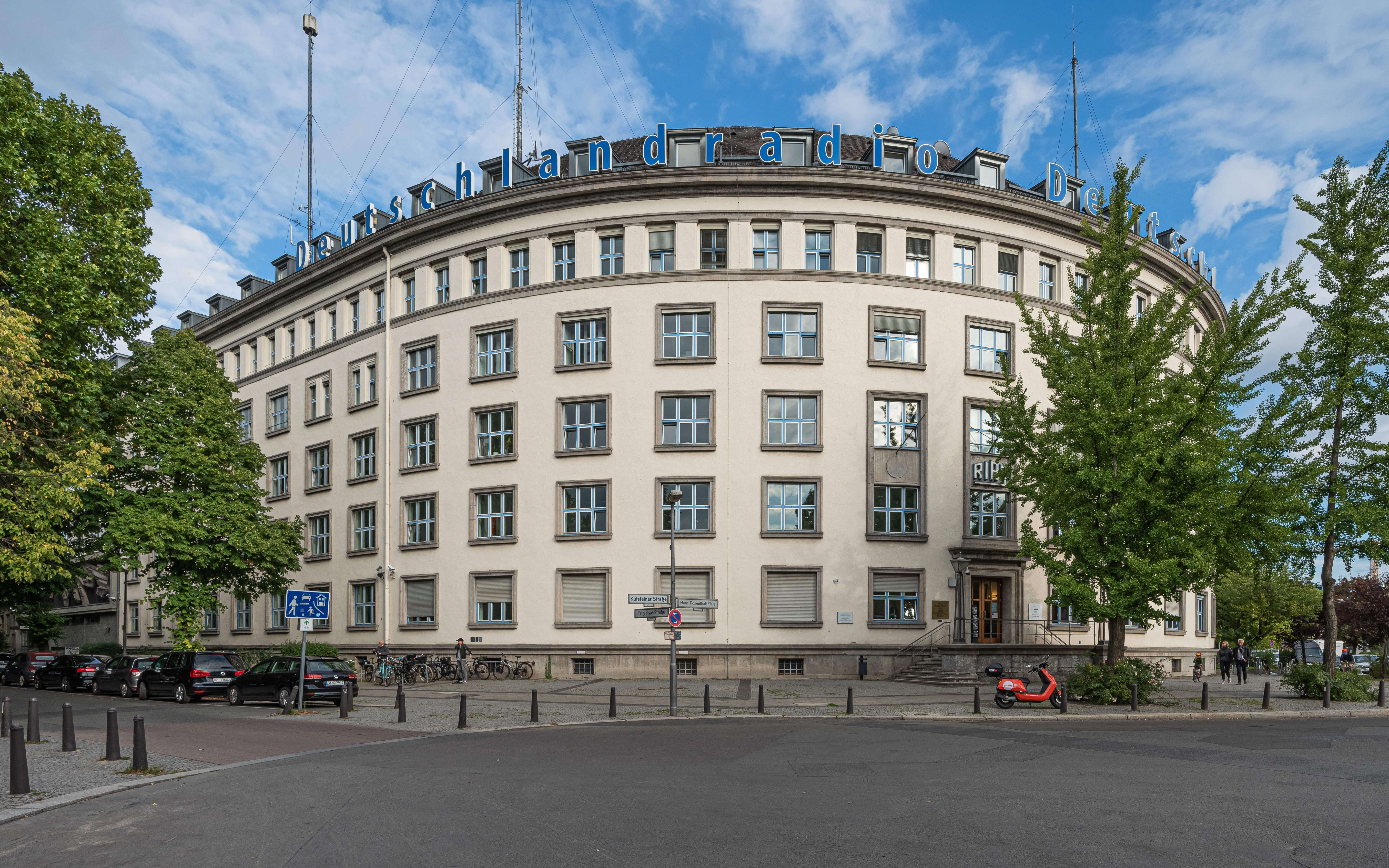
Sender Deutschlandradio

| Radiosender            | Hörer 10+ | Hörer 14–49 | Hörer 14–29 | Hörer 10–19 | Hörer 50+ |
| ---------------------- | --------- | ----------- | ----------- | ----------- | --------- |
| 94,3 rs2               | 094.000   | 54.000      | 11.000      | 05.000      | 38.000    |
| 98.8 KISS FM           | 044.000   | 37.000      | 20.000      | 10.000      | 02.000    |
| 100,6 FluxFM           | 014.000   | 13.000      | 06.000      | 01.000      | 01.000    |
| 104.6 RTL              | 134.000   | 92.000      | 31.000      | 08.000      | 39.000    |
| 105’5 Spreeradio       | 081.000   | 42.000      | 09.000      | 03.000      | 39.000    |
| Antenne Brandenburg    | 069.000   | 23.000      | 08.000      | 000–        | 47.000    |
| BB Radio               | 036.000   | 26.000      | 04.000      | 01.000      | 10.000    |
| Berliner Rundfunk 91.4 | 087.000   | 33.000      | 09.000      | 01.000      | 53.000    |
| Energy Berlin          | 038.000   | 32.000      | 13.000      | 03.000      | 05.000    |
| Fritz                  | 044.000   | 41.000      | 21.000      | 01.000      | 03.000    |
| Inforadio              | 038.000   | 17.000      | 05.000      | 01.000      | 21.000    |
| JAM FM Berlin          | 027.000   | 25.000      | 12.000      | 02.000      | 01.000    |
| JazzRadio 106.8        | 008.000   | 04.000      | 01.000      | 01.000      | 04.000    |
| Klassik Radio Berlin   | 046.000   | 17.000      | 07.000      | 000–        | 29.000    |
| radioeins              | 073.000   | 55.000      | 16.000      | 01.000      | 17.000    |
| Radio Paradiso         | 020.000   | 11.000      | 04.000      | 01.000      | 09.000    |
| Radio Teddy            | 016.000   | 13.000      | 02.000      | 01.000      | 02.000    |
| rbb 88.8               | 075.000   | 17.000      | 04.000      | 02.000      | 57.000    |
| STAR FM 87.9           | 047.000   | 43.000      | 20.000      | 02.000      | 04.000    |
| sunshine live          | 006.000   | 01.000      | 000–        | 000–        | 05.000    |
| Radio Paloma           | 006.000   | 01.000      | 000–        | 000–        | 05.000    |

## Film

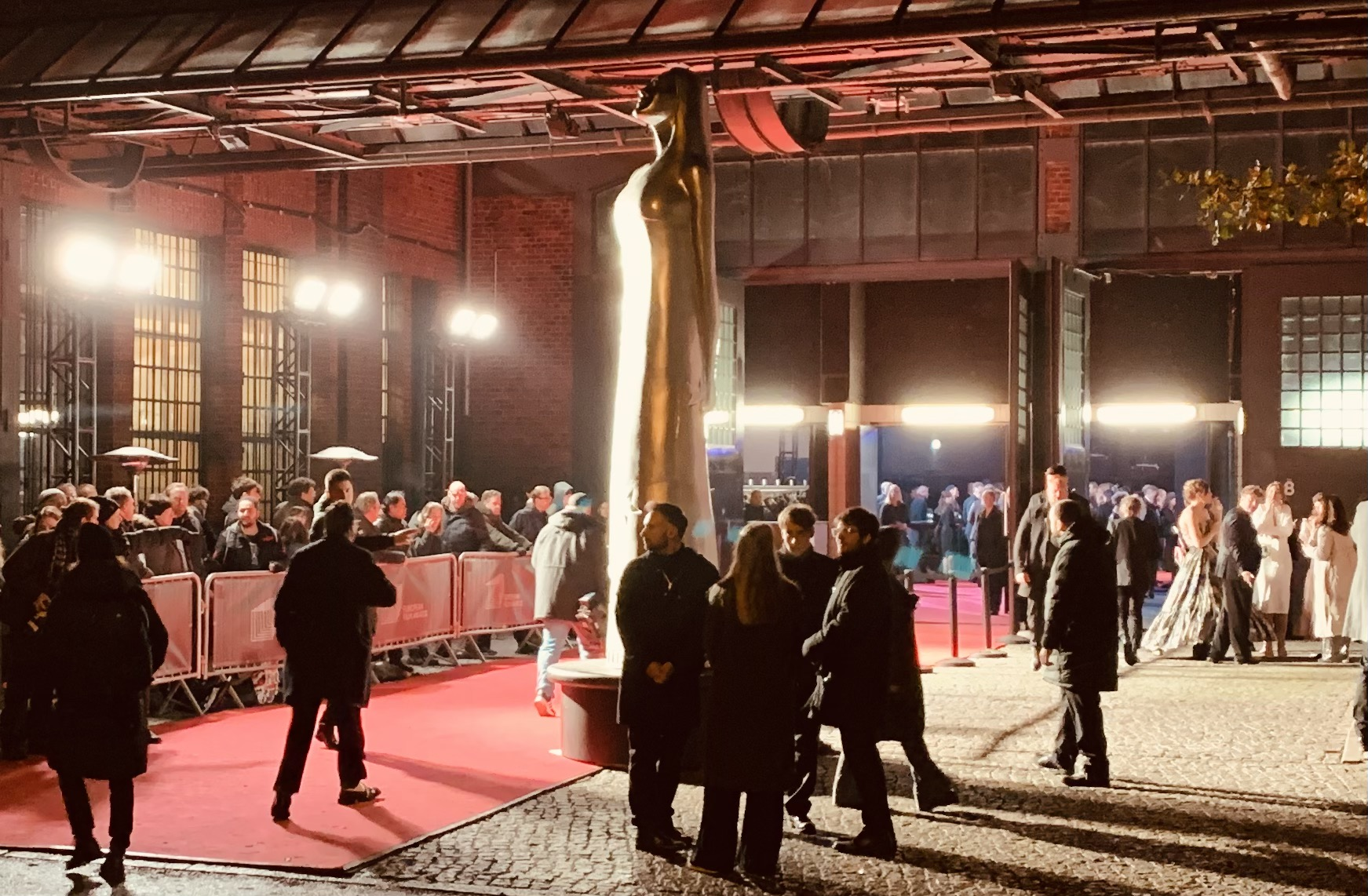
Verleihung des Europäischen Filmpreises durch die Europäische Filmakademie

Berlin ist Sitz von etwa 1800 Filmunternehmen, die 2015 einen Jahresumsatz von rund 900 Millionen Euro erwirtschafteten. Besonders bekannt sind die Kinofilme, die in Kooperation mit dem Studio Babelsberg in Potsdam entstanden. Mit jährlich über 300 Filmproduktionen ist Berlin in Deutschland der größte Standort für die Filmwirtschaft. Da jedoch die in Deutschland hergestellten Filme insgesamt nur wenig Popularität genießen und einen geringen jährlichen Marktanteil von 20–25 % an der Kinokasse im Heimatmarkt erzielen, ist auch die Bedeutung der Berlin-Filme eher schwach ausgeprägt.

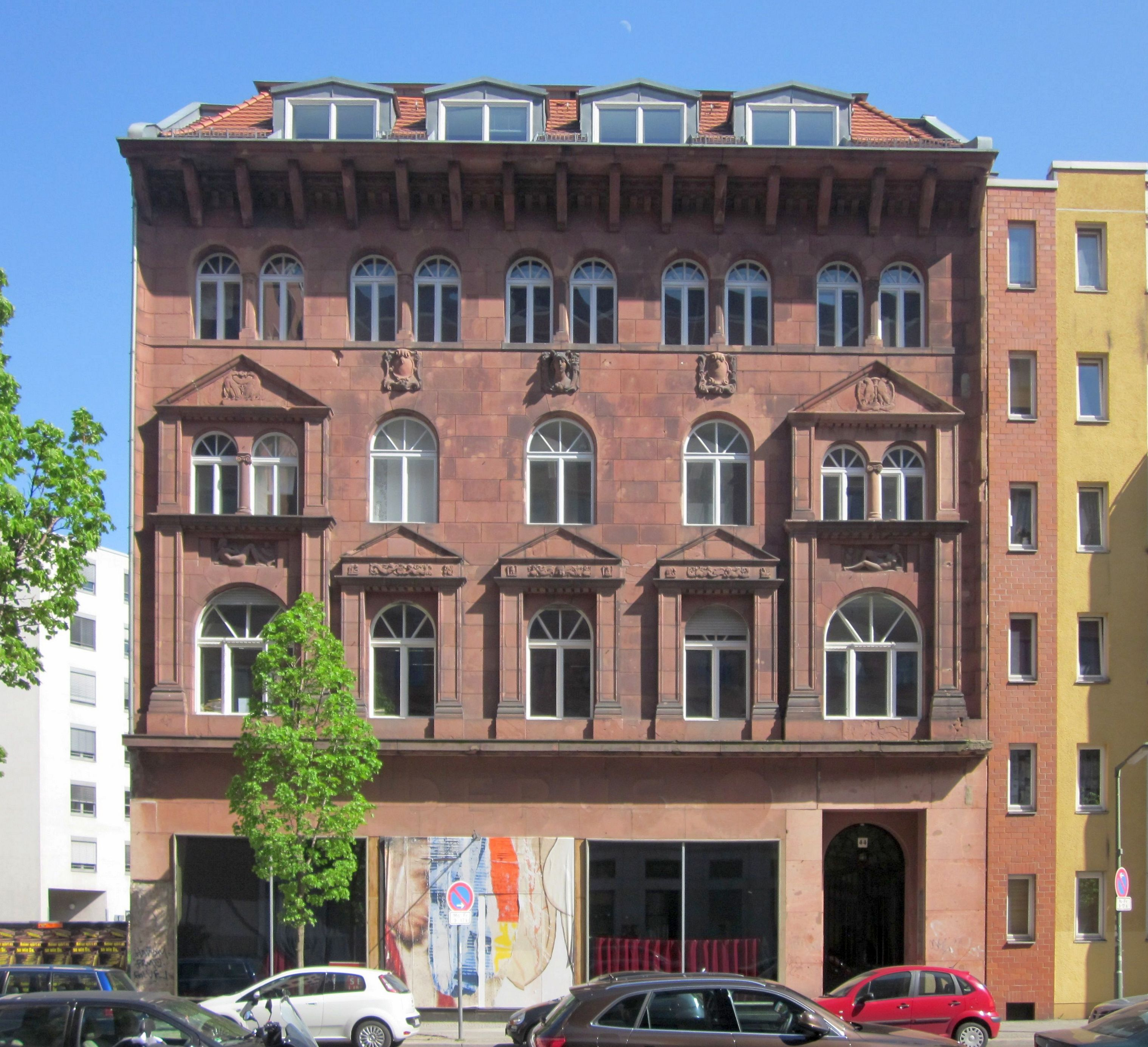
Sitz der Deutschen Filmakademie

Der Deutsche Filmförderfonds (DFFF) ist eine seit 2007 auf Initiative des Bundesbeauftragten der Bundesregierung für Kultur und Medien in Kraft getretene Filmförderung mit Sitz in Berlin. Ab 2018 werden über den DFFF und DFFF 2 erstmals jährlich 125 Millionen Euro für die Produktion von Kinofilmen in Deutschland zur Verfügung gestellt.
Die Medienboard Berlin-Brandenburg GmbH ist ein staatliches Unternehmen für Filmförderung der deutschen Länder Berlin und Brandenburg und Ansprechpartner für Film- und Medienschaffende. Sie verfügt über einen Förderetat von rund 30 Millionen Euro im Jahr.
Zu den bedeutenden Institutionen der Stadt zählt u. a. die Deutsche Filmakademie, die jährlich den Deutschen Filmpreis in Berlin verleiht. Die Europäische Filmakademie, gegründet 1988, hat ihren Sitz ebenfalls in Berlin und verleiht den Europäischen Filmpreis alle zwei Jahre in der Stadt.
Der Venus Award ist ein Filmpreis der Erotikbranche und wird jährlich anlässlich der „Venus Berlin“ in rund 30 verschiedenen Kategorien verliehen.

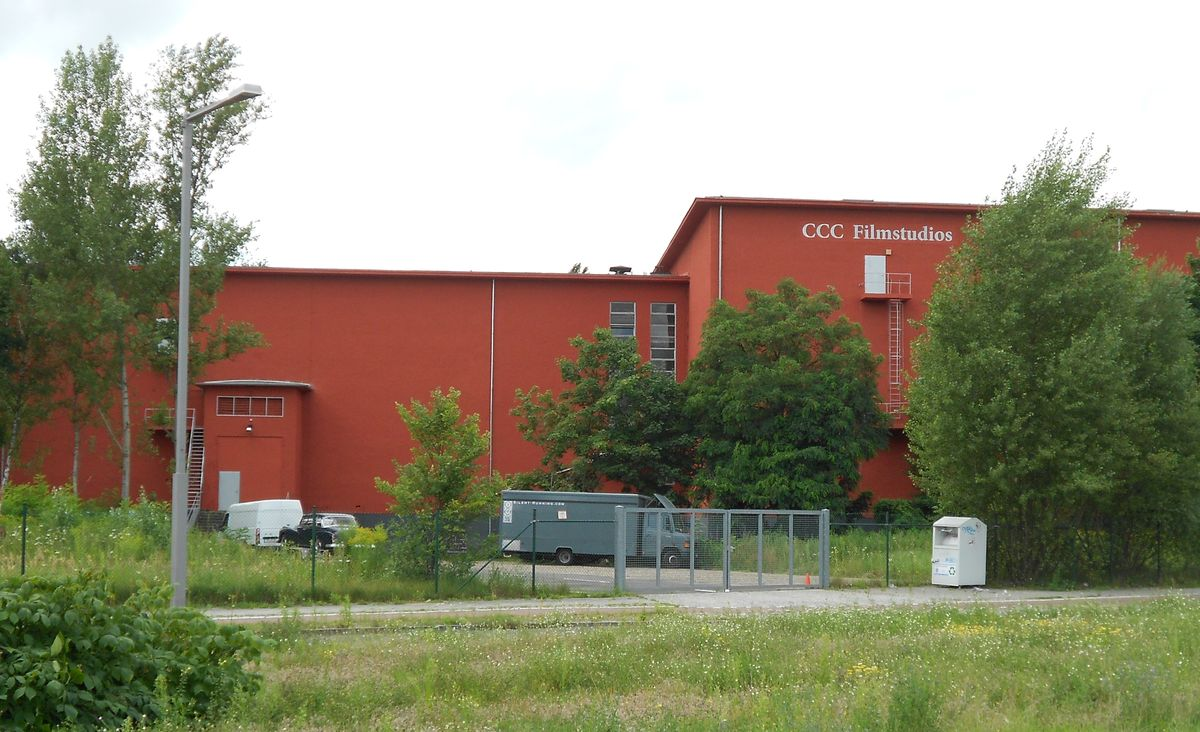
Die CCC-Filmkunst-Studios

Unternehmen
- CCC-Filmkunst
- Barefoot Films
- X Filme Creative Pool
- Katapult Filmproduktion
- Berliner Union-Film
- Florida Entertainment
- UFA in Potsdam

## Musik
- Hansa Studios
- Spotify GmbH, Deutschland Sitz
- Berlin Music Commission
- Bundesverband Musikindustrie

Labels
Rund 500 Musiklabels sind im Jahr 2018 in Berlin ansässig.
(Auswahl)
- BMG Rights Management, Musikverlag[18]
- Deutsche Grammophon
- BPitch Control, Label
- Universal Music, Deutschland Sitz
- Sony Music, Deutschland Sitz

## Internet

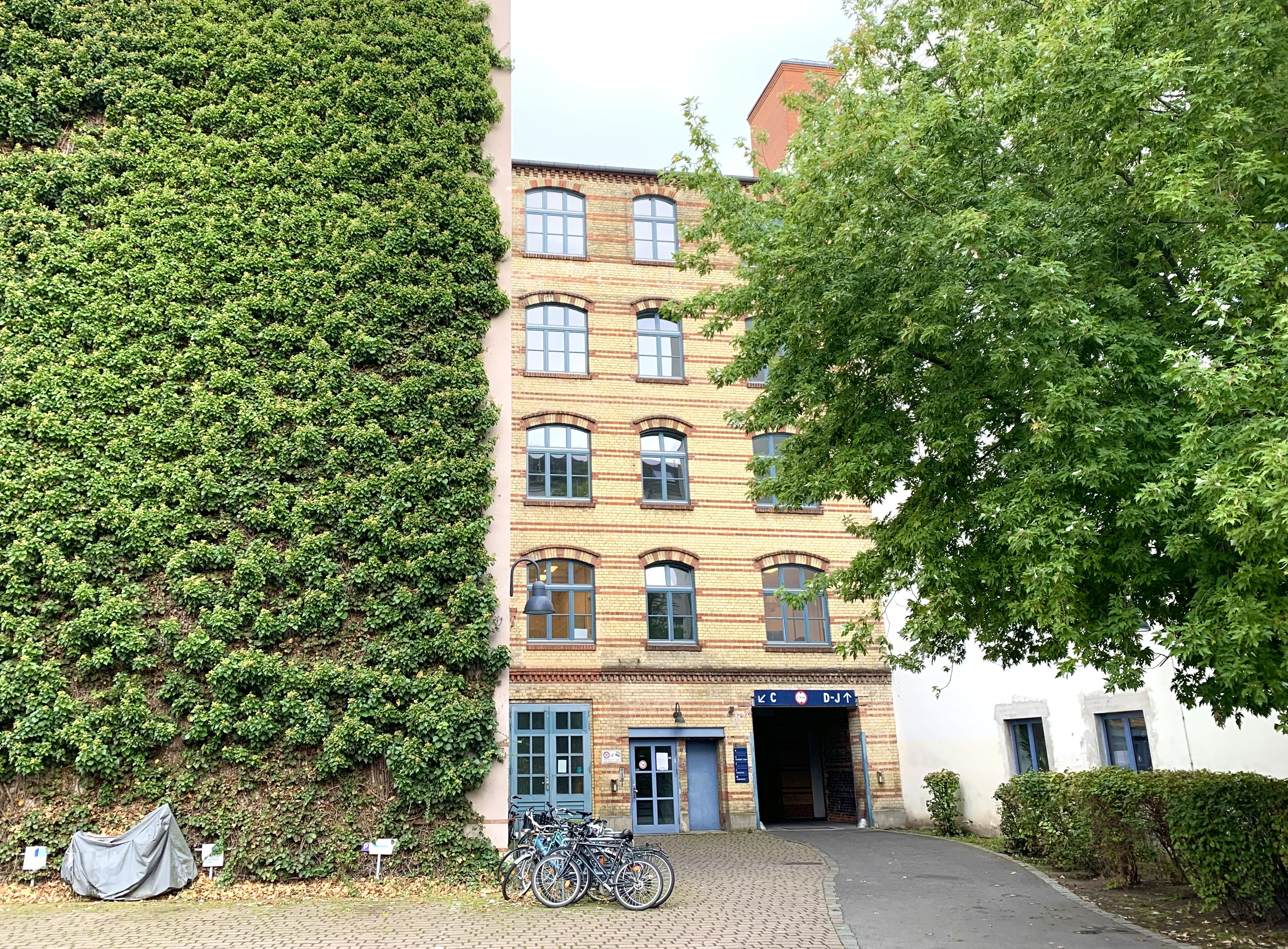
Sitz von nebenan.de

Im Rahmen des Antragsverfahrens der Internetbehörde ICANN hat sich Berlin im Jahr 2012 neben anderen Metropolen wie New York, Paris, London oder Tokio für eine eigene generische Top-Level-Domain (gTLD) beworben. Die Aktion für eine .berlin-Domain wurde von der Initiative dotBERLIN ins Leben gerufen. Seit März 2014 ist .berlin im Internet allgemein verfügbar.

### Netzwerke
- ResearchGate, soziales Netzwerk für Wissenschaftler
- nebenan.de, Nachbarschaftsplattform
- Mastodon, internationale Netzwerkplattform für Kurznachrichten / Mikroblogging-Dienst
- Jodel (App), mobile internationale Applikation für Studenten
- SoundCloud (Deutschland Sitz), Musikplattform
- Union Forum (UF), Fanforum des 1. FC Union Berlin

In Berlin sind außerdem zahlreiche US-amerikanische soziale Netzwerke zugelassen und verfügbar.

### Portale & Suchmaschinen
- Berlin.de, offizielles Portal des Landes Berlin
- T-online.de, Zentralredaktion
- Promiflash
- Ecosia, Suchmaschine auf Basis von Bing

### Blogs & Podcasts
In Berlin sind einige der deutschlandweit populärsten Blog- und Videoblog- und Podcast-Produzenten vertreten deren Inhalte stark weiterverbreitet werden.
Zu den bekanntesten Blogs mit besonderem Berlinbezug zählten 2020 u. a. Stil in Berlin,
iHeartBerlin, Gründerszene, BERLIN LOVES YOU, Berlin Ick Liebe Dir, Mit Vergnügen Berlin, und QIEZ.de.
Zu den größten Berliner Podcast-Studios gehört u. a. Studio Bummens, das populäre Podcasts wie Baywatch Berlin  produziert.

### E-Mail-Provider
- Posteo
- Mailbox.org

## Agenturen

### Werbung
- ART+COM, Designagentur

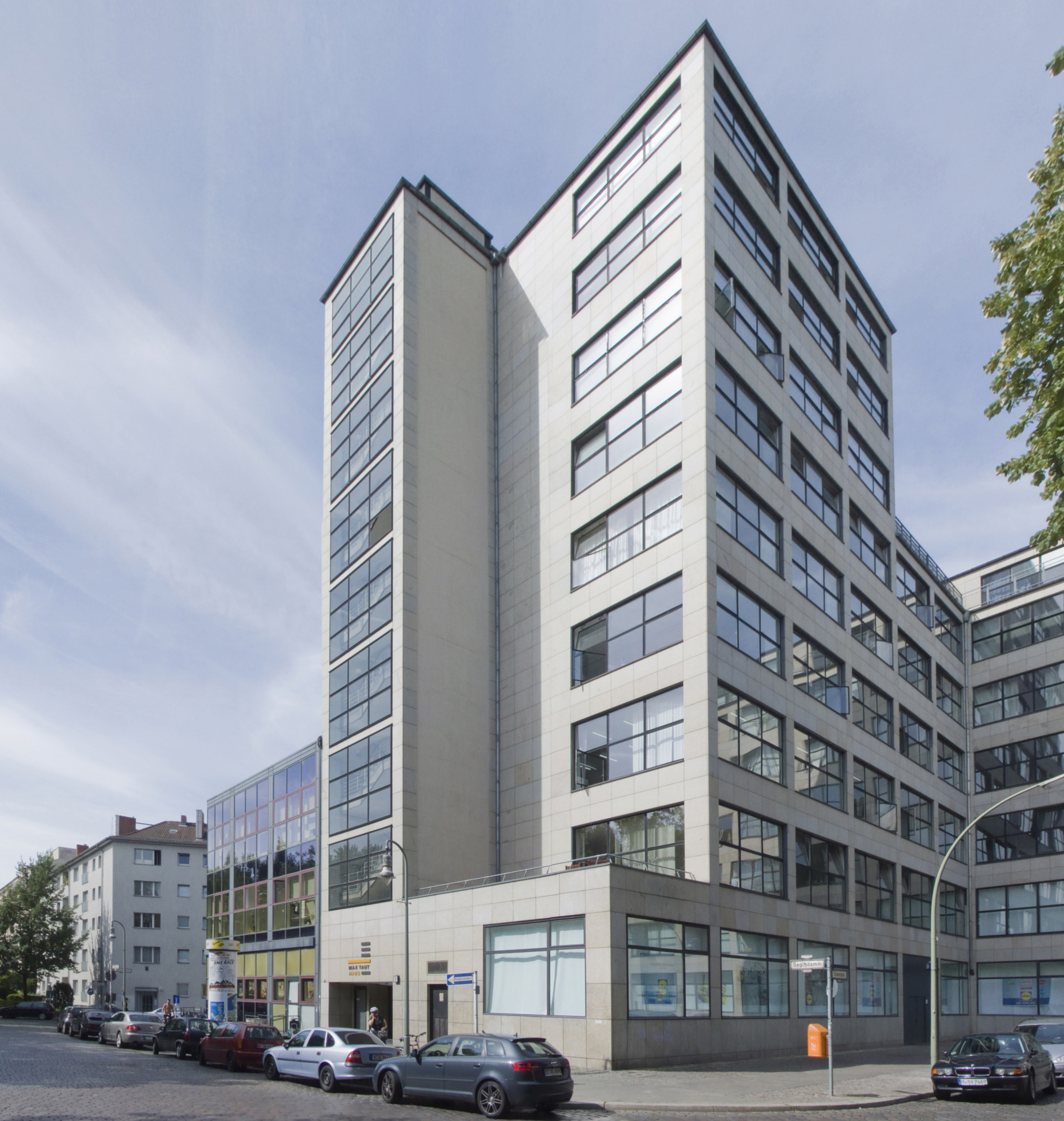
Firmensitz von ART+COM

- Art Directors Club, Verband führender Art-Direktoren aus der Werbebranche
- Heimat-Berlin[28]
- mc Group
- MetaDesign, Werbeagentur
- DDB Deutschland Sitz

### Nachrichten
- Deutsche Presse-Agentur (dpa)-Zentralredaktion, Nachrichtenagentur[29]
- Bundespressekonferenz
- Agence France-Presse, Deutschlandsitz der Nachrichtenagentur aus Frankreich
- Xinhua, Deutschlandsitz der chinesischen Nachrichtenagentur
- Bloomberg L.P., amerikanischer Mediendienst
- Agenzia Nazionale Stampa Associata (ANSA), italienische Nachrichtenagentur
- EFE, spanische Bild- und Nachrichtenagentur
- NHK, japanische Presseagentur

## Medientechnologien
Durch die Verlagerung von Medieninhalten ins Internet wurden nach dem Jahr 2000 frühere Medienträgersysteme und Verbreitungstechniken zu erheblichen Teilen abgelöst. In der Folge verloren Berliner und deutsche Infrastrukturfirmen ihre Marktanteile. Im Jahr 2020 müssen wesentliche Medientechnologien wie Smartphones, Internet-Browser, App-Stores, Streamingdienste, Cloud-Dienstleistungen, IT-Betriebssysteme, Notebooks, PCs, Suchmaschinenleistungen von außereuropäischen Anbietern importiert werden.

### Sendeanlagen

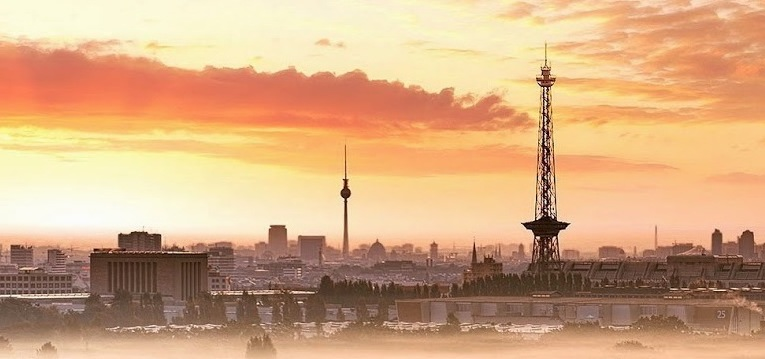
Der Funkturm Berlin (im Vordergrund) und der Berliner Fernsehturm in der Stadtlandschaft

Im Stadtgebiet von Berlin befinden sich zahlreiche Rundfunksendeanlagen für alle Wellenbereiche (außer Langwelle). Neben dem 368 Meter hohen Berliner Fernsehturm, von dem aus die meisten Programme abgestrahlt werden, sind dies der 212 Meter hohe Fernmeldeturm Berlin-Schäferberg (Sendeanlagen für UKW und TV), der UKW- und TV-Sender Scholzplatz (1963 errichteter 230 Meter hoher, abgespannter Rohrmast) und die Sendeanlage für Mittelwelle, Kurzwelle und UKW von Deutschlandradio (früher RIAS) in Britz.
Als Sendeantennen für UKW und MW waren zwei gegen Erde isolierte, abgespannte Stahlfachwerkmasten mit Höhen von 160 beziehungsweise 144 Metern vorhanden, die 1948 errichtet wurden; der niedrigere wurde 2012, der höhere 2015 rückgebaut. Der 180,7 Meter hohe, abgespannte Stahlfachwerkmast beim Olympiastadion Berlin, der Sender Olympiastadion, wurde 2005 demontiert. Die Antennenanlagen des Mittelwellen-Senders des rbb in der Stallupöner Allee wurden 2006 demontiert.

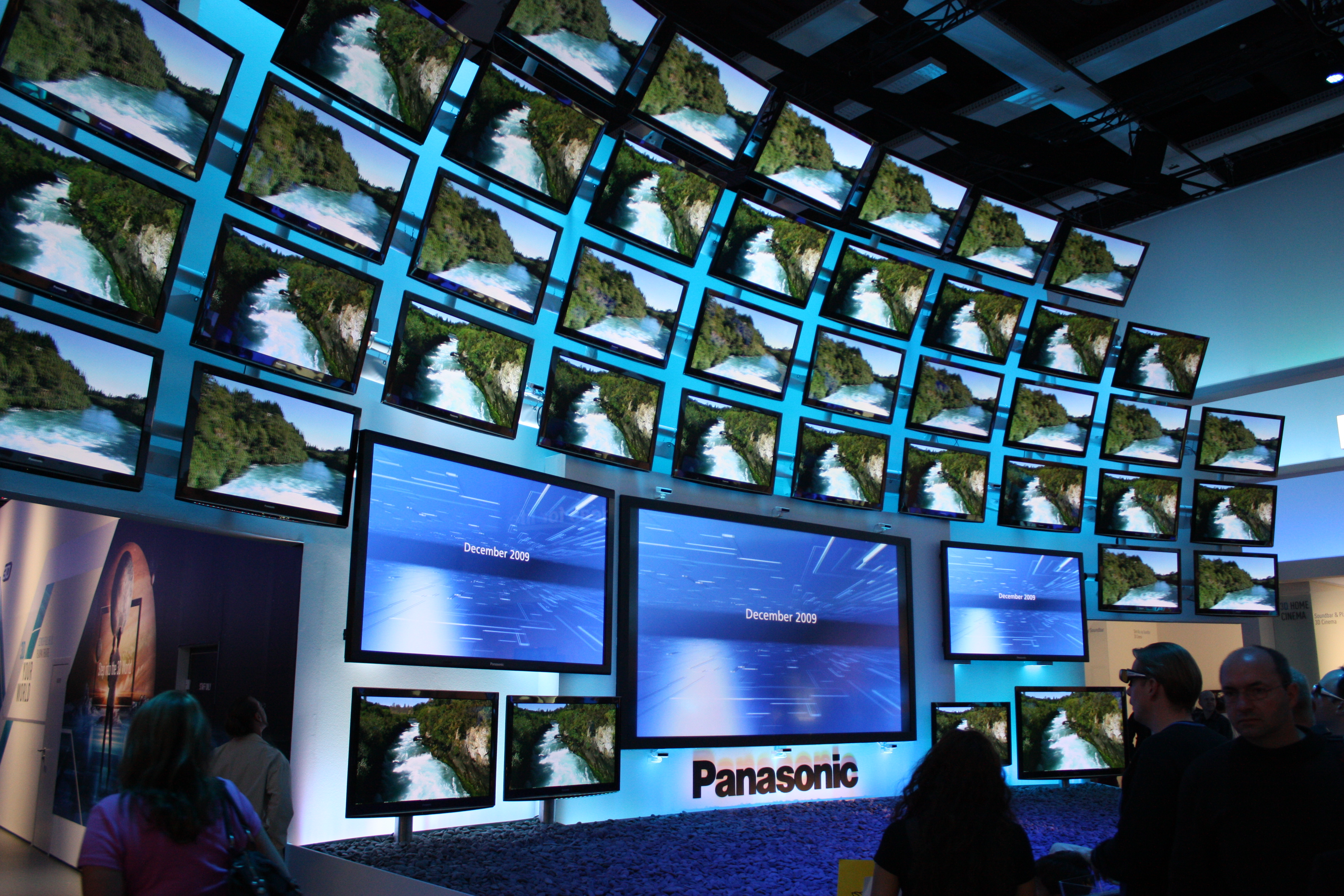
Die IFA, eine der weltweit größten Messen für Medientechnologien

Der Berliner Funkturm dient seit 1973 nicht mehr zur Verbreitung von Rundfunkprogrammen, sondern nur noch als Relaisstation für Funkdienste des nichtöffentlichen Landfunkdienstes und des Amateurfunks. Bis 2002 existierte in Köpenick eine Sendeanlage mit einem 248 Meter hohen Stahlrohrmast. Diese Anlage ist inzwischen abgebrochen worden.
Eine weitere bemerkenswerte funktechnische Anlage im Stadtgebiet war die Richtfunkanlage Berlin-Frohnau, die über einen 358,70 Meter hohen abgespannten Stahlfachwerkmast verfügte, der 2009 gesprengt wurde.
Von 1933 bis 1948 war Tegel Standort des Rundfunksenders für Berlin. Die Gebäude stehen noch und werden von der Deutschen Telekom AG zu Meßzwecken benutzt, während die Antennenträger 1948 demontiert wurden. In Adlershof befand sich vor dem Zweiten Weltkrieg die zentrale Funkstelle der Polizei mit zwei 120 Meter hohen, selbststrahlenden Sendemasten. Zu Beginn der 1950er Jahre wurde in Adlershof ein Radioteleskop mit 36 Meter Durchmesser errichtet.
Nahe Berlin, aber auf Brandenburger Territorium, liegt der Sendeort Nauen, wo Graf Arco 1906 mit ersten drahtlosen Übertragungen experimentierte und zeitweise weltweit Rundfunksendungen ausgestrahlt wurde.

### Firmen

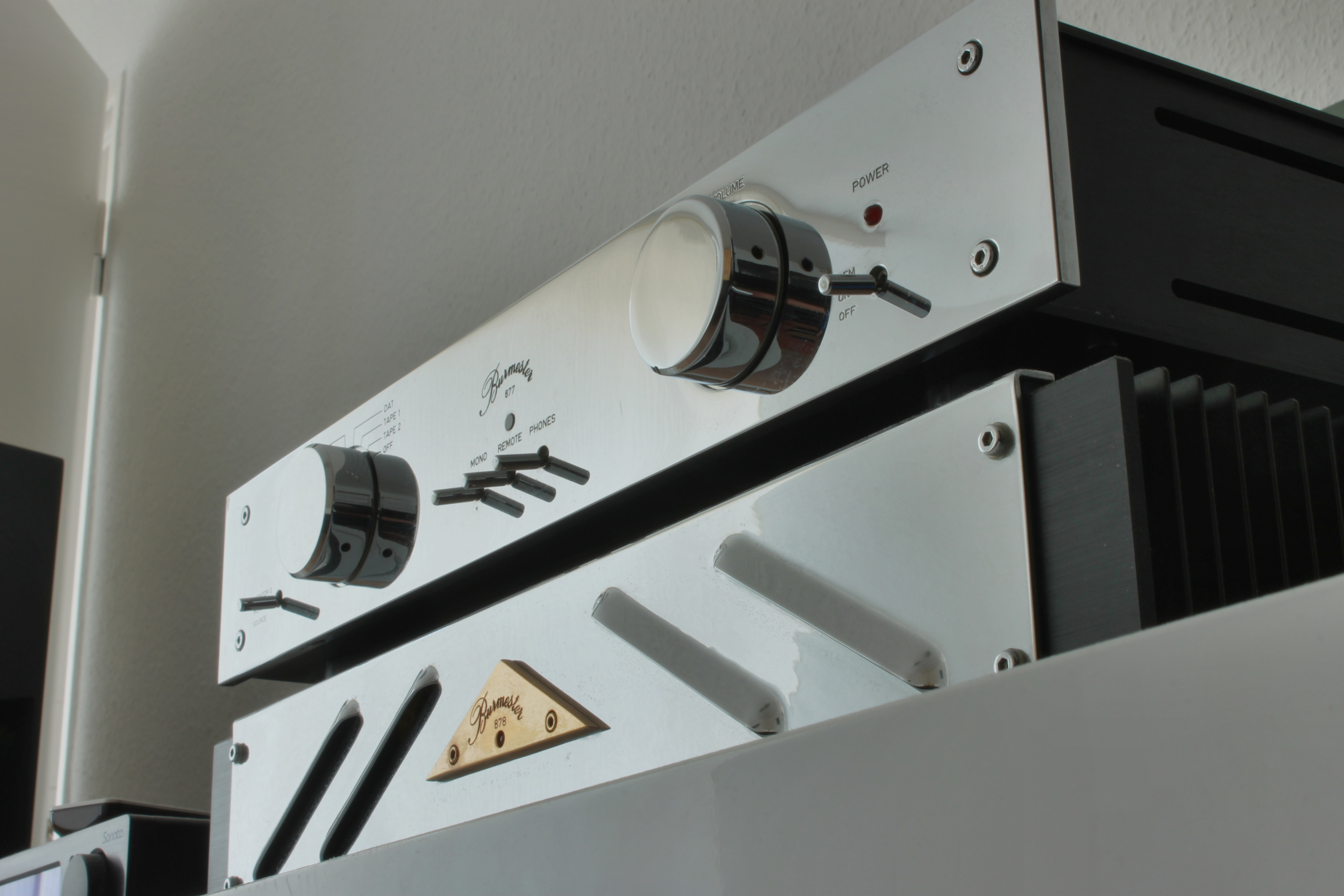
Burmester-Verstärker

Die drei größten Anbieter von Telekommunikationsdienstleistungen im Raum Berlin sind:
- Telekom Deutschland
- Telefónica Deutschland Holding
- Vodafone

Firmen der Informations- und Medientechnologien mit Sitz in Berlin:
- AVM
- Burmester Audiosysteme, Premium Hersteller von Unterhaltungselektronik
- Lautsprecher Teufel, Hersteller von Kopfhörern, Hifi- und Heimkinosystemen
- Native Instruments, Hersteller von Musiksoftware
- Ableton, Hersteller von Musiksoftware
- Magix Software, Hersteller von Musiksoftware
- R.O.M Logicware, Hersteller von Software für Schriftsteller

### Open-Source-Organisationen
- KDE e. V. (Kdenlive, Krita u. a.)
- Document Foundation (LibreOffice)

## Medienkultur

### Bibliotheken
Die Staatsbibliothek zu Berlin mit über zehn Millionen Druckschriften ist die größte wissenschaftliche Universalbibliothek im deutschen Sprachraum. Weitere große wissenschaftliche Bibliotheken sind die Universitätsbibliothek der Freien Universität, die Universitätsbibliothek der Humboldt-Universität und die Zentralbibliothek der TU und UdK. Die Berliner Kunstbibliothek der Staatlichen Museen zu Berlin stellt mit ihrem Bestand von 400.000 Bände eine der umfangreichsten kunstwissenschaftlichen Spezialbibliotheken in Deutschland dar. Zur Zentral- und Landesbibliothek Berlin gehört die Amerika-Gedenkbibliothek.

### Museen

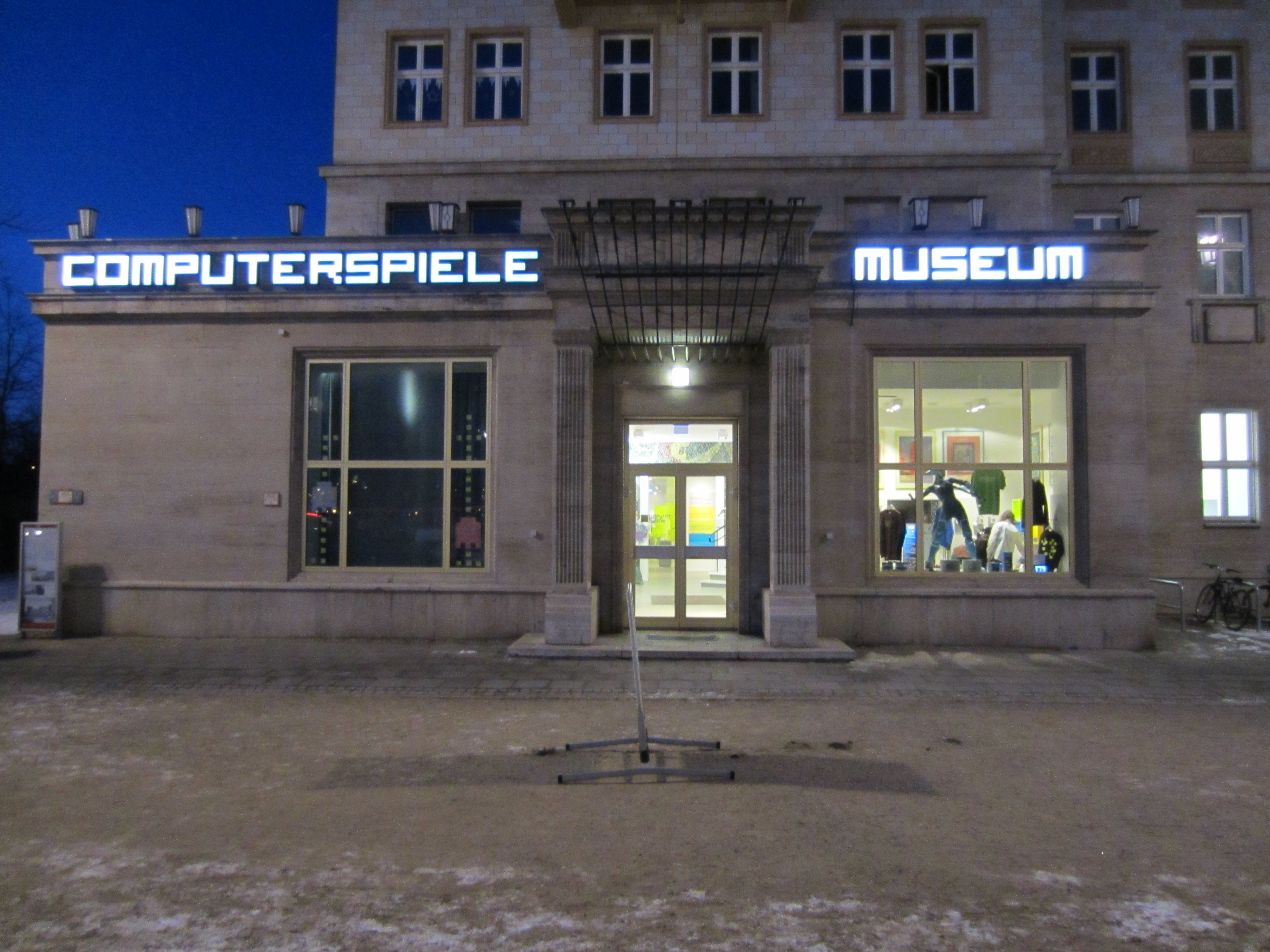
Das Computerspielemuseum

Das Museum für Kommunikation Berlin ist einer von mehreren Standorten der Museumsstiftung Post und Telekommunikation und befindet sich im Ortsteil Mitte. Das Computerspielemuseum Berlin wurde im Jahr 1997 gegründet und verfügt (Stand: 2010) über rund 16.000 originale Spieletitel, rund 10.000 Fachmagazine und viele historische Heimcomputer und Konsolensysteme. Es besitzt somit eine der größten Sammlungen von Spielesoft- und -hardware in Europa. Das Museum für Film und Fernsehen präsentiert Teile der Sammlungen der Stiftung Deutsche Kinemathek im Filmhaus am Potsdamer Platz.

### Festivals
Das Internationale Literaturfestival Berlin ist ein alljährlich im September in Berlin stattfindendes Literaturfestival. Ebenfalls jährlich findet die transmediale, ein Festival für Medienkunst und digitale Kultur, statt.

### Ausbildung
- Mediadesign Hochschule

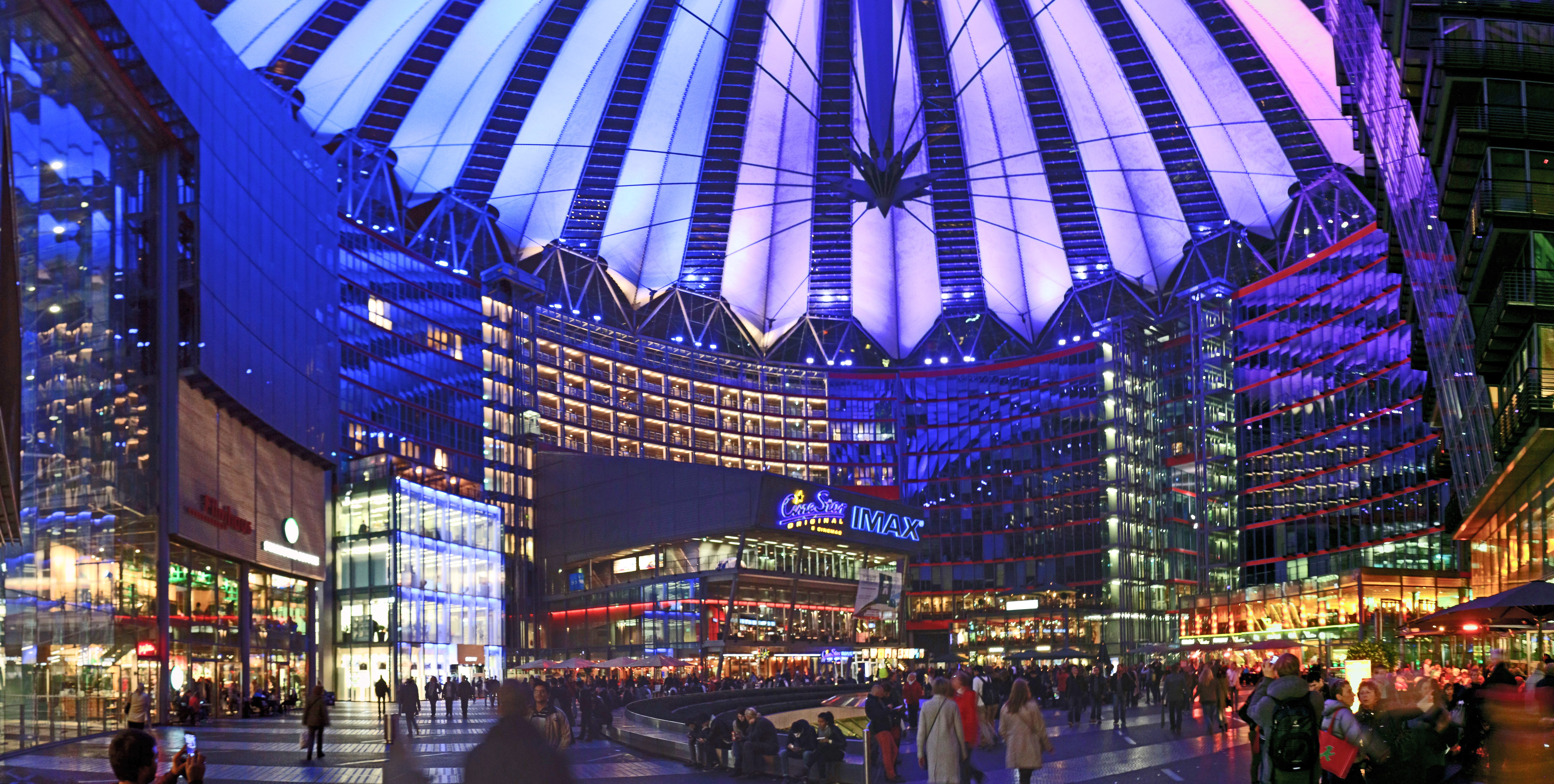
Sitz der DFFB (linkes Gebäude)

- Media University of Applied Sciences
- Deutsche Film- und Fernsehakademie Berlin
- Universität der Künste Berlin
- Axel Springer Academy of Journalism & Technology
- CODE University of Applied Sciences
- SRH University – Berlin